# Meudon
Pour les articles homonymes, voir Meudon (homonymie).
Meudon est une commune française située dans le département des Hauts-de-Seine en région Île-de-France, en bordure et sur la rive gauche de la Seine.
Fait rare pour une commune de proche banlieue parisienne, la moitié de son territoire est recouvert d’une forêt domaniale. En outre, la ville présente par endroit de fortes déclivités et se trouve être le point culminant (179 m) de la petite couronne.
La ville, essentiellement connue pour sa forêt et son observatoire (spécialisé dans l’astrophysique et l’observation du soleil), a aussi abrité de nombreuses personnalités, telles qu'Auguste Rodin, Richard Wagner, Louis Ferdinand Céline, Pascal Manoukian, Ambroise Paré ou encore Armande Béjart.

## Géographie

### Localisation
Meudon se trouve dans la partie sud-ouest des Hauts-de-Seine.
La commune est située le long de l'axe secondaire entre Paris et Versailles via la route du Pavé des Gardes, et est localisée sur la rive gauche de la Seine.
La mairie de la commune est située à 9,5 kilomètres au sud-ouest de la cathédrale Notre-Dame de Paris, point zéro des routes de France.
Meudon est localisée à environ 3,5 kilomètres au sud de la sous-préfecture Boulogne-Billancourt, à 4 kilomètres de la porte du Bas Meudon (Quai d’Issy) et à 3 kilomètres de la porte de Saint Cloud.

### Communes limitrophes
Les communes voisines sont : au nord-ouest, Sèvres ; au nord sur la rive droite de la Seine, Boulogne-Billancourt et l'île Seguin ; au nord-est, Issy-les-Moulineaux et l'île Saint-Germain ; à l'est et au sud-est, Clamart ; au sud et au sud-ouest, Vélizy-Villacoublay dans le département des Yvelines et à l'ouest, Chaville.
| - Carte de la commune de Meudon dans son environnement géographique. - Vue de la commune de Meudon en rouge sur la carte de Paris et de la Petite Couronne. |

### Géologie et relief
La superficie de la commune est de 990 hectares (9,9 km2).

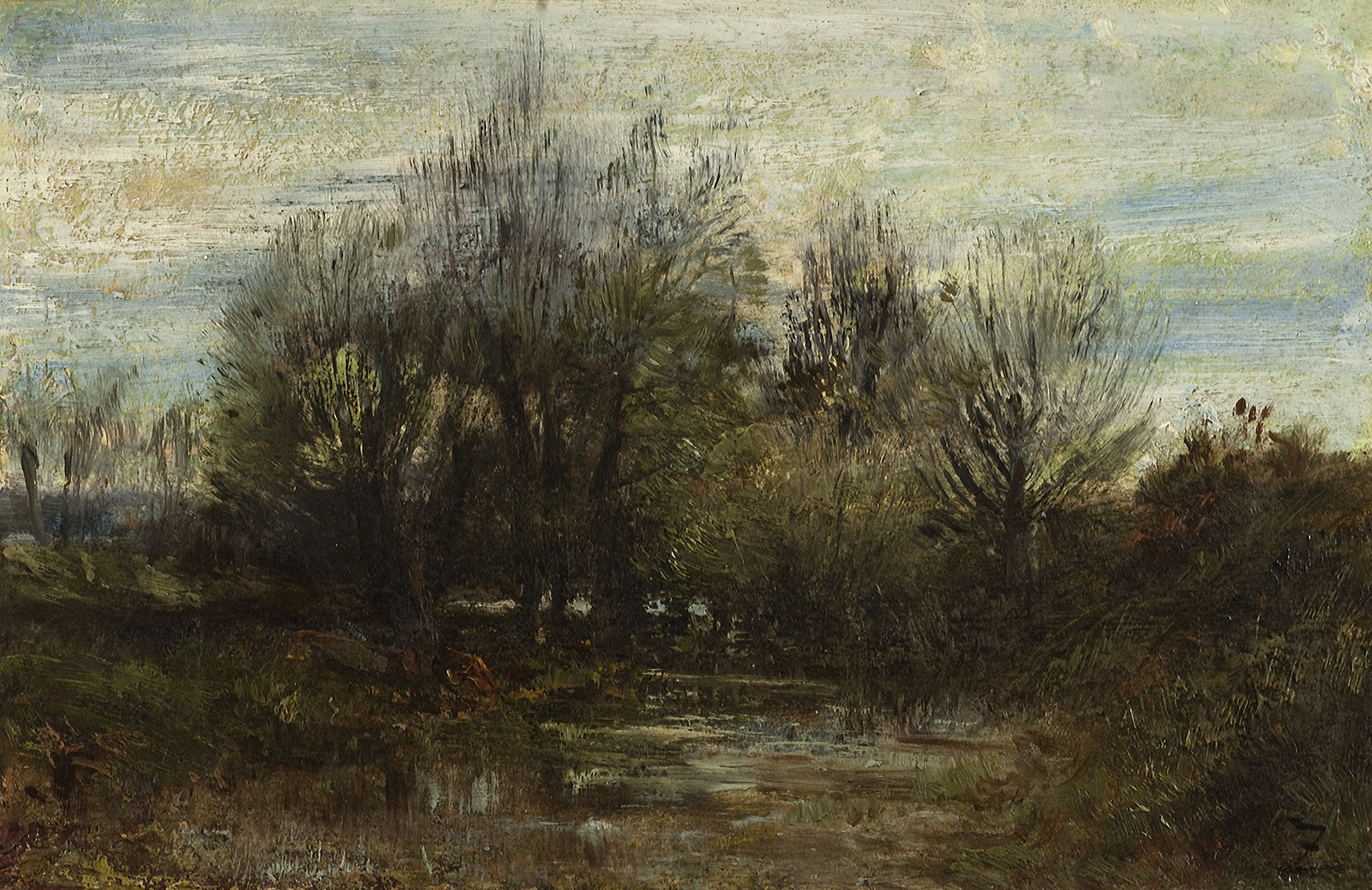
Le Bas-Meudon,
Félix Ziem,
Petit Palais, Paris.

La commune de Meudon occupe les coteaux de bord de Seine ainsi que les hauteurs avoisinantes. Il en résulte de forts dénivelés et un territoire présentant par endroits de fortes pentes. Ainsi l'altitude varie de 28 m au niveau du fleuve à 179 m sur les hauteurs qui dominent le fond de la vallée. La forêt de Meudon occupe les hauteurs de la commune tandis que la ville occupe les territoires en pente situés en contrebas. Les premières pentes sont occupées par le quartier du Bas-Meudon alors que le quartier de Bellevue et le centre-ville sont situés à mi-pente. Meudon-la-Forêt forme un quartier isolé du reste de la ville situé sur le plateau de Vélizy-Villacoublay dont l'altitude est comprise entre 168 et 174 m.

### Hydrographie
Meudon longe la Seine dans sa partie dénommée Bas-Meudon, aujourd'hui Meudon-sur-Seine, donnant face à l'île Seguin et à l'île Saint-Germain. Le site accueillait historiquement de nombreuses guinguettes depuis disparues. Les quais sont aujourd'hui occupés par une voie départementale deux fois deux voies (D7).
Meudon compte de nombreux étangs (Meudon, Villebon, Trivaux, Chalais, la Garenne) et plusieurs sources, dont la Coulette aux Moines.
Meudon est traversée par le ru d'Arthelon, aujourd'hui entièrement enterré. Il passe sous la rue d'Arthelon, sous l'avenue Jean-Jaurès puis sous la rue de Paris avant de traverser Issy-les-Moulineaux et de se jeter dans la Seine. Le ru devenu a été transformé en égout au début du XXe siècle.
Ces sources ont permis au XIXe le développement d'une activité de blanchisserie, en particulier pour la clientèle bourgeoise de l'Ouest parisien[réf. souhaitée].

### Climat
Pour des articles plus généraux, voir Climat de l'Île-de-France et Climat des Hauts-de-Seine.
En 2010, le climat de la commune est de type climat océanique dégradé des plaines du Centre et du Nord, selon une étude du CNRS s'appuyant sur une série de données couvrant la période 1971-2000. En 2020, Météo-France publie une typologie des climats de la France métropolitaine dans laquelle la commune est exposée à un climat océanique altéré et est dans la région climatique Sud-ouest du bassin Parisien, caractérisée par une faible pluviométrie, notamment au printemps (120 à 150 mm) et un hiver froid (3,5 °C).
Pour la période 1971-2000, la température annuelle moyenne est de 11,3 °C, avec une amplitude thermique annuelle de 15,3 °C. Le cumul annuel moyen de précipitations est de 661 mm, avec 11,1 jours de précipitations en janvier et 7,9 jours en juillet. Pour la période 1991-2020, la température moyenne annuelle observée par la station météorologique la plus proche, située à Toussus-le-Noble à 11 km à vol d'oiseau, est de 11,5 °C et le cumul annuel moyen de précipitations est de 677,0 mm,. Pour l'avenir, les paramètres climatiques de la commune estimés pour 2050 selon différents scénarios d'émission de gaz à effet de serre sont consultables sur un site dédié publié par Météo-France en novembre 2022.

#### Voies ferroviaires

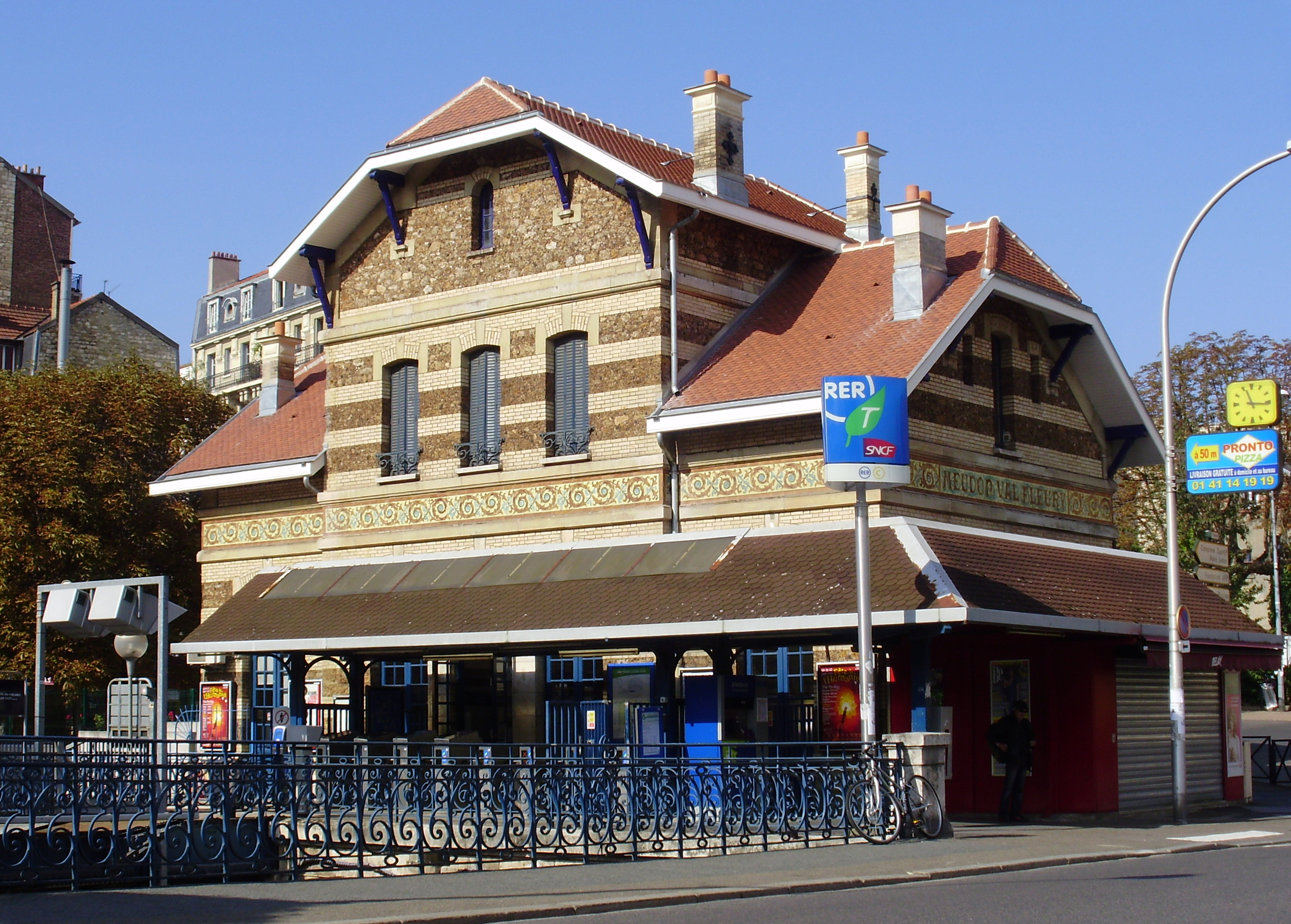
La gare de Meudon - Val Fleury.

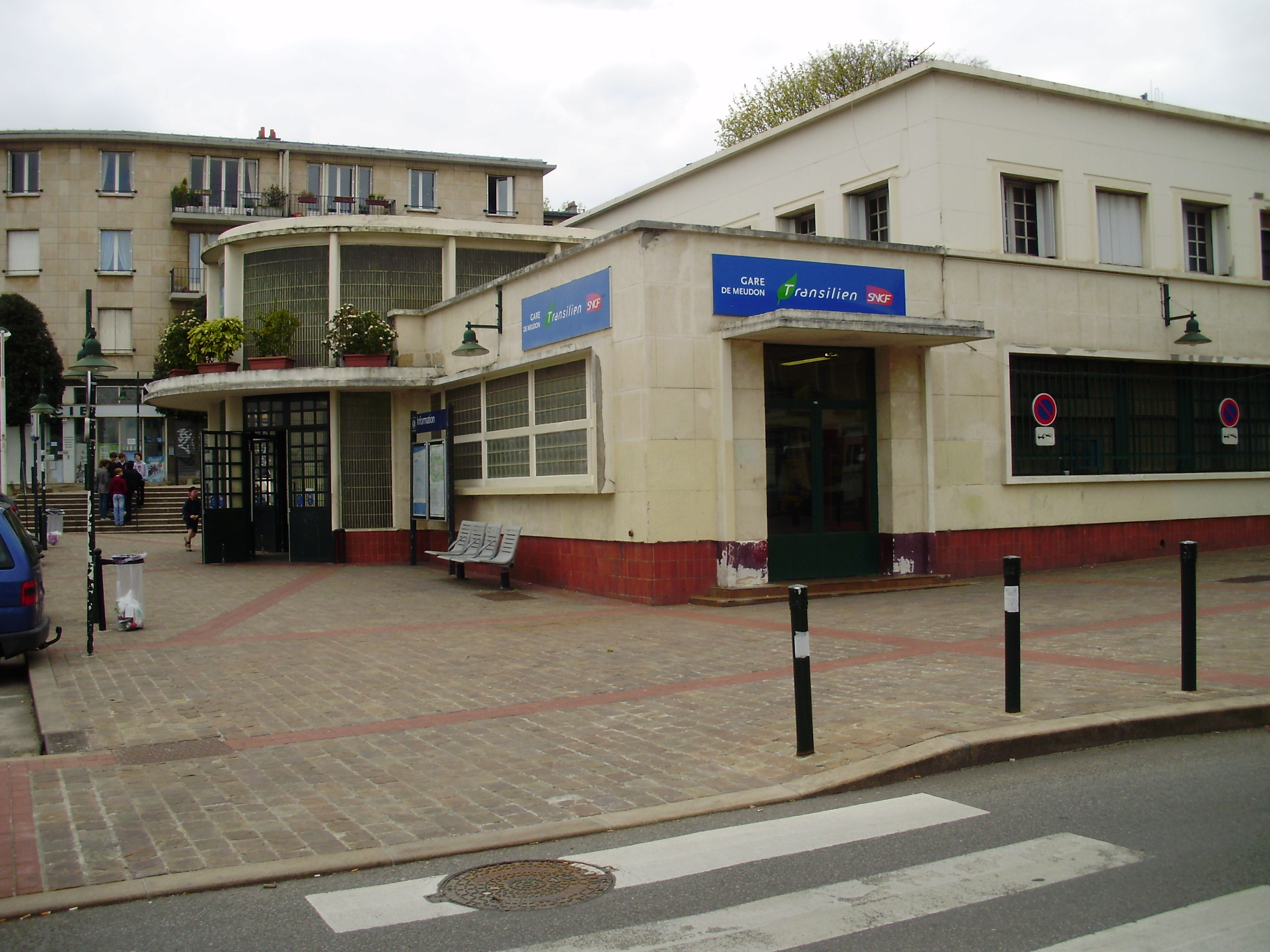
La gare de Meudon.

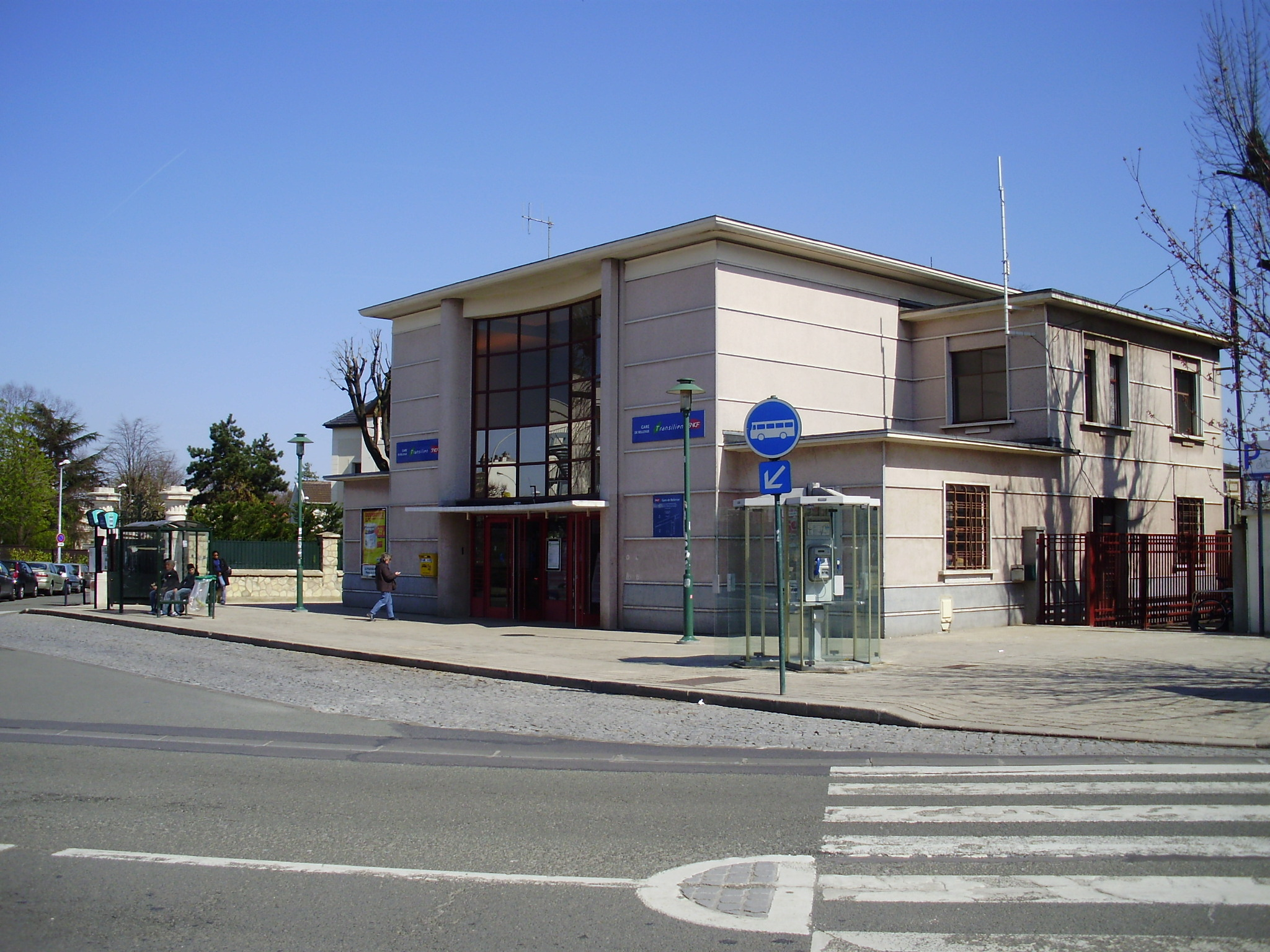
La gare de Bellevue.

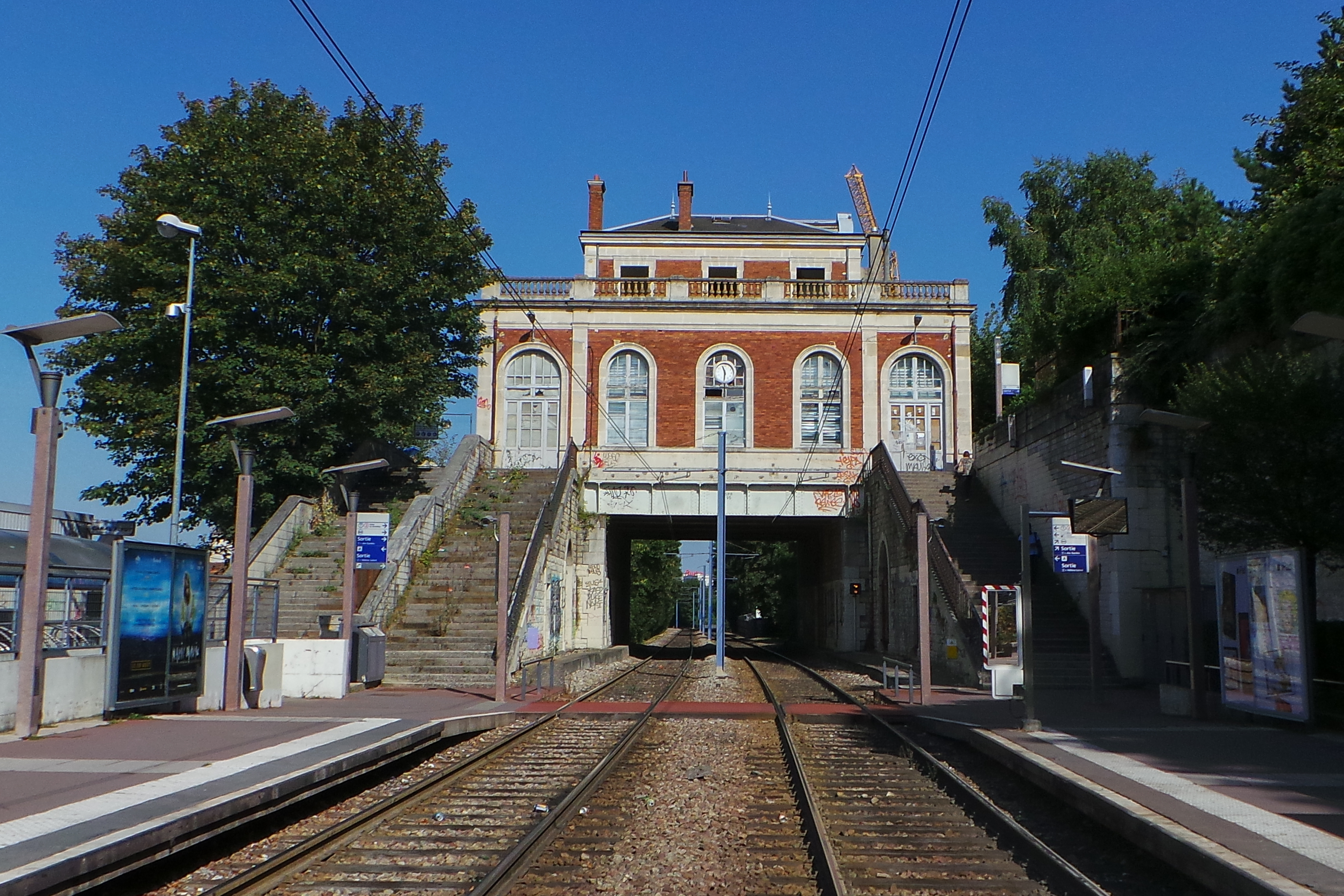
L'ancienne gare du Bas-Meudon à la station tramway de Meudon-sur-Seine.

### Voies de communication et transports

#### Desserte ferroviaire et de tramway
Fait rare pour une commune de cette taille, de nombreuses gares ferroviaires sont situées sur son territoire :
- Le  , qui traverse Meudon par la ligne des Invalides à Versailles-Rive-Gauche, dessert la gare de Meudon-Val-Fleury a pour destinations Juvisy, Dourdan - La Forêt, Saint-Martin-d'Étampes, Chaville - Vélizy, Saint-Quentin-en-Yvelines et Versailles-Château.
- La ligne  , qui traverse Meudon par la ligne de Paris-Montparnasse à Brest et le viaduc de Meudon, dessert les gares de Meudon et de Bellevue. Cette ligne a pour destinations Paris-Montparnasse, Rambouillet, Plaisir - Grignon et Mantes-la-Jolie.
- La commune est également desservie le long de la Seine par deux stations de la ligne de tramway   : Meudon-sur-Seine et Brimborion. Cette ligne de Puteaux à Issy-Plaine, aujourd'hui T2, relie la Porte de Versailles au sud à La Défense et au Pont de Bezons au nord. La ligne est notamment en correspondance avec les lignes de métros      .
- La ligne de tramway   dessert le quartier de Meudon la Forêt aux stations Meudon-la-Forêt et Georges Millandy. Elle relie la  gare de Viroflay-Rive-Droite, la gare de Viroflay-Rive-Gauche et Châtillon - Montrouge, en correspondance avec la ligne de métro  .

#### Voies routières
Du fait de sa situation à proximité immédiate de Paris, Meudon bénéficie de plusieurs axes routiers majeurs : principalement la N 118 qui traverse la forêt de Meudon, reliant le pont de Sèvres à l'autoroute A10, et l'A86, périphérique de l'Île-de-France, s'échangeant avec la N 118 au niveau du centre commercial Vélizy 2, à proximité de la commune.
La route de Vaugirard (actuelle RD 7) traverse Meudon en longeant la Seine. Cette route départementale relie le boulevard périphérique parisien (via le quai d'Issy et la porte du Bas-Meudon) aux communes du Val de Seine (Sèvres, Saint-Cloud, Suresnes, quartier d'affaires de La Défense, etc.).
La route du pavé des Gardes (actuelle RD 181) est une route sinueuse historique empruntée par les armées royales pour se rendre de Paris au château de Versailles. Elle traverse Meudon depuis Meudon-sur-Seine jusqu'à la forêt de Meudon en passant par le quartier de Bellevue.
La rue de la République puis l'avenue de Trivaux (actuelle RD 406) relie le centre-ville de Meudon au quartier de Meudon-la-Forêt, en passant par la forêt de Meudon. Dans la forêt, cette route sinueuse dite des « 7-Tournants » a notamment été empruntée par les coureurs cyclistes lors du Tour de France 2014.

#### Pistes cyclables
Il n'existe que quelques centaines de mètres de voies cyclables situées soit dans la forêt soit sur la voie départementale longeant la Seine.
Il existe une station Véligo à la gare de Meudon.
On trouve plusieurs stations Vélib' depuis l'extension du réseau :
- place Centrale (station no 21951), avenue de Celle, à Meudon-la-Forêt,
- place Tony de Graaff (station no 21952), sur la limite avec Issy-les-Moulineaux,
- gare de Bellevue (station no 21953),
- Val-Fleury (station no 21954).

#### Desserte par bus
La commune est desservie par les lignes d'autobus 169, 179, 190, 191, 289, 291, 389 et 390 du réseau de bus RATP, les lignes 24, 40, 45 et 117 du réseau de bus Vélizy Vallées, la ligne 39-34 du réseau de bus Île-de-France Ouest et, la nuit, par les lignes N61 et N66 du réseau Noctilien. Par ailleurs, les Meudonnais disposent d'un service urbain circulaire au départ de la gare de Bellevue nommé TIM géré par la RATP.

## Urbanisme

### Typologie
Au 1er janvier 2024, Meudon est catégorisée grand centre urbain, selon la nouvelle grille communale de densité à sept niveaux définie par l'Insee en 2022.
Elle appartient à l'unité urbaine de Paris, une agglomération inter-départementale regroupant 407  communes, dont elle est une commune de la banlieue,,. Par ailleurs la commune fait partie de l'aire d'attraction de Paris, dont elle est une commune du pôle principal,. Cette aire regroupe 1 929 communes,.

### Occupation des sols
Le tableau ci-dessous présente l'occupation des sols de la commune en 2018, telle qu'elle ressort de la base de données européenne d’occupation biophysique des sols Corine Land Cover (CLC).
| Type d’occupation                                              | Pourcentage | Superficie (en hectares) |
| -------------------------------------------------------------- | ----------- | ------------------------ |
| Tissu urbain continu                                           | 0,7 %       | 7                        |
| Tissu urbain discontinu                                        | 45,8 %      | 455                      |
| Zones industrielles ou commerciales et installations publiques | 2,6 %       | 26                       |
| Réseau routier et ferroviaire et espaces associés              | 0,5 %       | 5                        |
| Équipements sportifs et de loisirs                             | 2,5 %       | 25                       |
| Forêts de feuillus                                             | 47,9 %      | 476                      |
| Source : Corine Land Cover                                     |             |                          |

### Morphologie urbaine
Comme beaucoup de communes, Meudon est composée de différents quartiers (Centre-Ville, Bellevue, Val-Fleury, Bas-Meudon et Meudon-la-Forêt), qui ont chacun leur caractéristique et ambiance propres.
L’Insee découpe la commune en deux « grands quartiers » :
- Meudon-la-Forêt, lui-même découpé en sept îlots regroupés pour l'information statistique soit Meudon-la-Forêt 1 à 6, Forêt domaniale ;
- Meudon Centre, lui-même découpé en sept[Quoi ?] îlots regroupés pour l'information statistique soit Bellevue 1 et 2, Bas-Meudon 1 et 2, Le Centre 1 à 5, Val Fleury 1 à 3[16].

#### Centre-ville

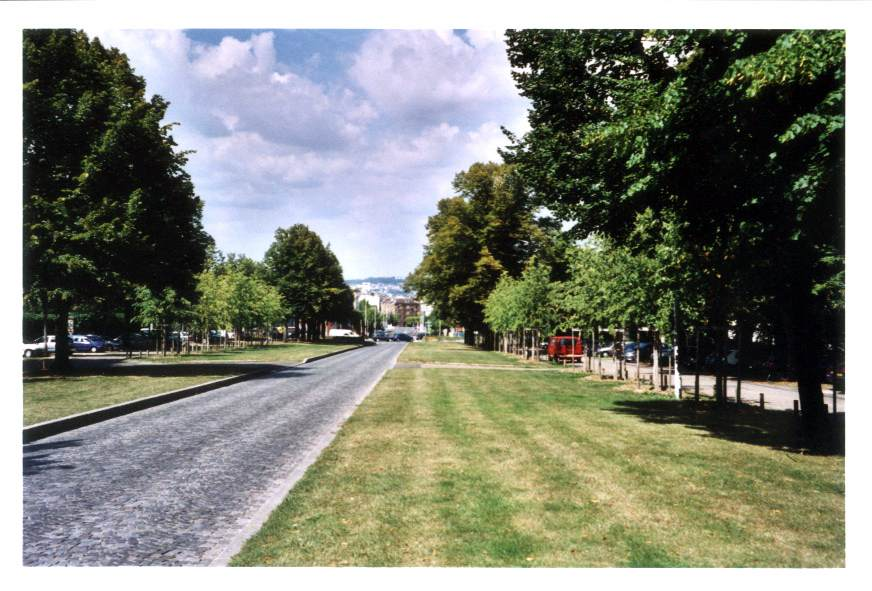
L'avenue du château relie le quartier de Bellevue au site meudonnais de l'Observatoire de Paris.

Ce quartier est très urbanisé et donc majoritairement composé d'immeubles en copropriétés et de quelques logements sociaux le long de la rue de la République : les Sablons (139 logements), République (20 logements), L'Orangerie (27 logements) et Maison Rouge (48 logements). On y retrouve un grand nombre de commerces : épiciers, supermarchés, boulangeries, boucheries, traiteurs, etc.

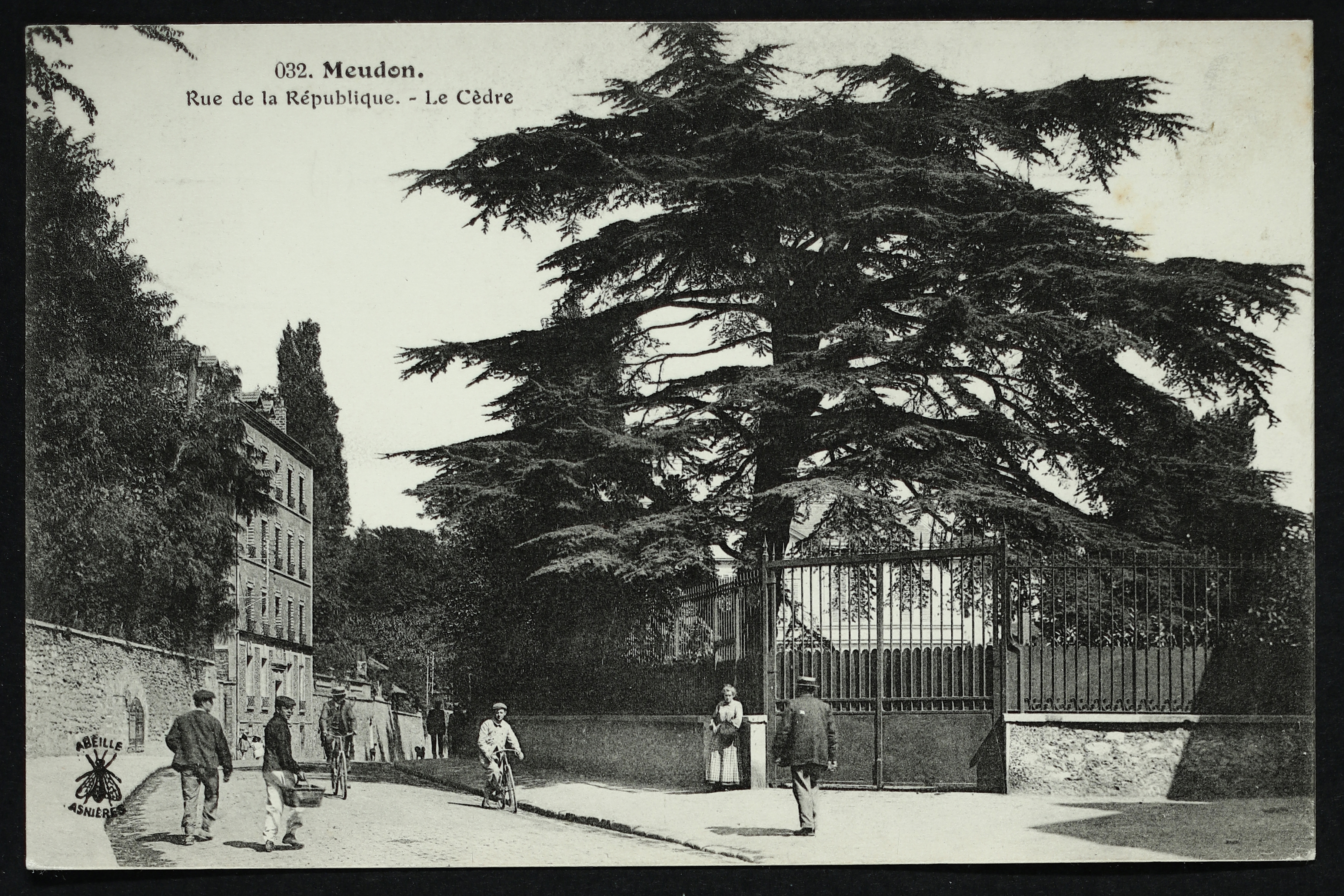
De l'ancien jardin de la « Villa les Cèdres », 11 et 15 rue de la République au centre ville subsiste le « Cèdre impérial » planté avant 1806, dont l'histoire est liée à la famille Romanov puis à celle de Coco Chanel.

Lorsque l'on remonte vers le parc de l'Observatoire de Meudon, on retrouve une zone composée de pavillons, à la limite du quartier de Bellevue. Du haut du parc, on a accès à la plus jolie vue de la ville et des environs. En effet, on peut voir en panorama les quartiers du Val-Fleury, un bout du Bas-Meudon, de l'autre côté de la colline on peut voir le quartier des Épinettes à Issy-les-Moulineaux, mais on peut aussi voir Paris, de la tour Montparnasse jusqu'à La Défense, et les villes environnantes : Malakoff, Vanves, Clamart, Issy-les-Moulineaux, Boulogne-Billancourt, Suresnes, Puteaux, Rueil-Malmaison et le Mont Valérien, Nanterre, etc.

#### Bellevue

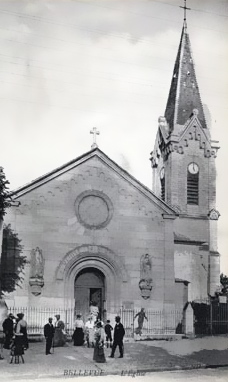
Église de Bellevue au début du XXe siècle.

Le quartier regroupe les ménages les plus aisés de la ville en moyenne, il voit se côtoyer parmi les plus belles propriétés de la ville (vers l'avenue du 11-Novembre-1918, à la limite de Sèvres et l'avenue du Château, à la limite du centre-ville) et de multiples petites résidences de standing (le long de la route des Gardes, du boulevard Verd-de-Saint Julien, de la rue Marcel-Allégot et vers la gare de Bellevue, sur la ligne N du Transilien qui mène à la gare de Paris-Montparnasse).  Le quartier rassemble également les deux lycées-collèges-écoles privés de la ville : La Source et Notre Dame, un collège public : Bel-Air, ainsi qu'une école élémentaire : Maritain - Renan, et plusieurs écoles maternelles : la Fontaine et les Jardies.[réf. nécessaire]

#### Val-Fleury

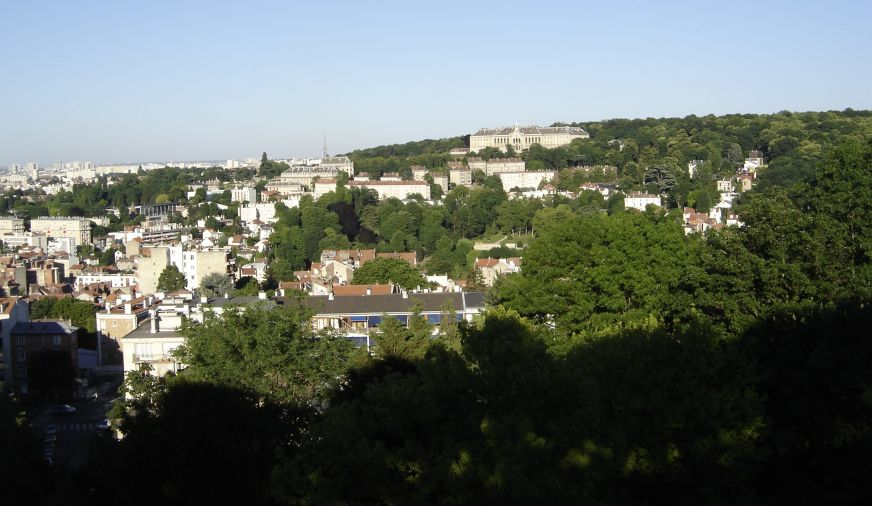
Vue du quartier Val Fleury, prise des hauteurs de la terrasse de l'Observatoire en direction de l'« orphelinat de Meudon », en 2005.

Le quartier est essentiellement résidentiel, composé de petits pavillons, et parsemé d'espaces verts, partant de la rue d'Arthelon (du nom du cours d'eau aujourd'hui souterrain) où l'on trouve la gare de RER C Meudon - Val-Fleury, délimité par le viaduc, et remontant jusqu'aux hauteurs de la forêt de Meudon, sur la colline de Clamart. En contrebas du quartier se trouve le viaduc de Meudon sur lequel passe la ligne de chemin de fer Transilien Paris-Montparnasse. Construit en 1840 et d'une hauteur de 36 mètres, il permit la traversée de la vallée d'Arthelon séparant les collines de Meudon de celles de Clamart, lors de la construction du chemin de fer reliant la gare Montparnasse à celle de Versailles. C'est sur cette ligne qu'a eu lieu, le 8 mai 1842 à Meudon, le premier accident grave de chemin de fer, dans lequel périt l'explorateur Jules Dumont d'Urville.
A une hauteur plus élevée se trouve le complexe sportif René-Leduc (du nom de l'ancien maire de Meudon) équipé d'un stade de football, d'une piste d'athlétisme, du club de tennis de Meudon, d'un gymnase équipé de salles polyvalentes et de la piscine olympique municipale, baptisée en 2001 du nom de Guy-Bey (ancien maire-adjoint chargé des sports à Meudon). Aux alentours du stade René-Leduc, sur les hauteurs du quartier, sont situées quelques résidences du parc locatif HLM communal telles que : les Larris (236 logements), les Fossés (108 logements), les Châtaigniers (61 logements) et le Parc de Fleury (160 logements), ainsi que deux ensembles typiques de l'époque de construction des HBM, vers la fin des années 1930 : Banès (68 logements) près de la gare, et Belgique (69 logements) dans la rue éponyme.
Les hauteurs de Fleury sont dominés par un imposant bâtiment néo-gothique (1877-1888) qui fait face à la terrasse de l'Observatoire. Financé par la riche duchesse de Galliera († 1888) et initialement destiné à l'accueil d'orphelins et de frères des Écoles chrétiennes, il était autrefois connu sous les désignations orphelinat Saint Philippe ou plus simplement orphelinat de Meudon. Transformé en établissement d'enseignement secondaire géré par la fondation des orphelins apprentis d'Auteuil depuis 1951, il abrite aujourd'hui un lycée professionnel qui forme des jeunes en difficulté venus de toute l'Île-de-France. Cet établissement a été rebaptisé « Village éducatif Saint-Philippe » en 2004. Il compte parmi ses anciens élèves Didier Morville (alias Joey Starr), du groupe NTM de Saint-Denis (93).[réf. nécessaire]

#### Meudon-sur-Seine (anciennement Bas-Meudon)

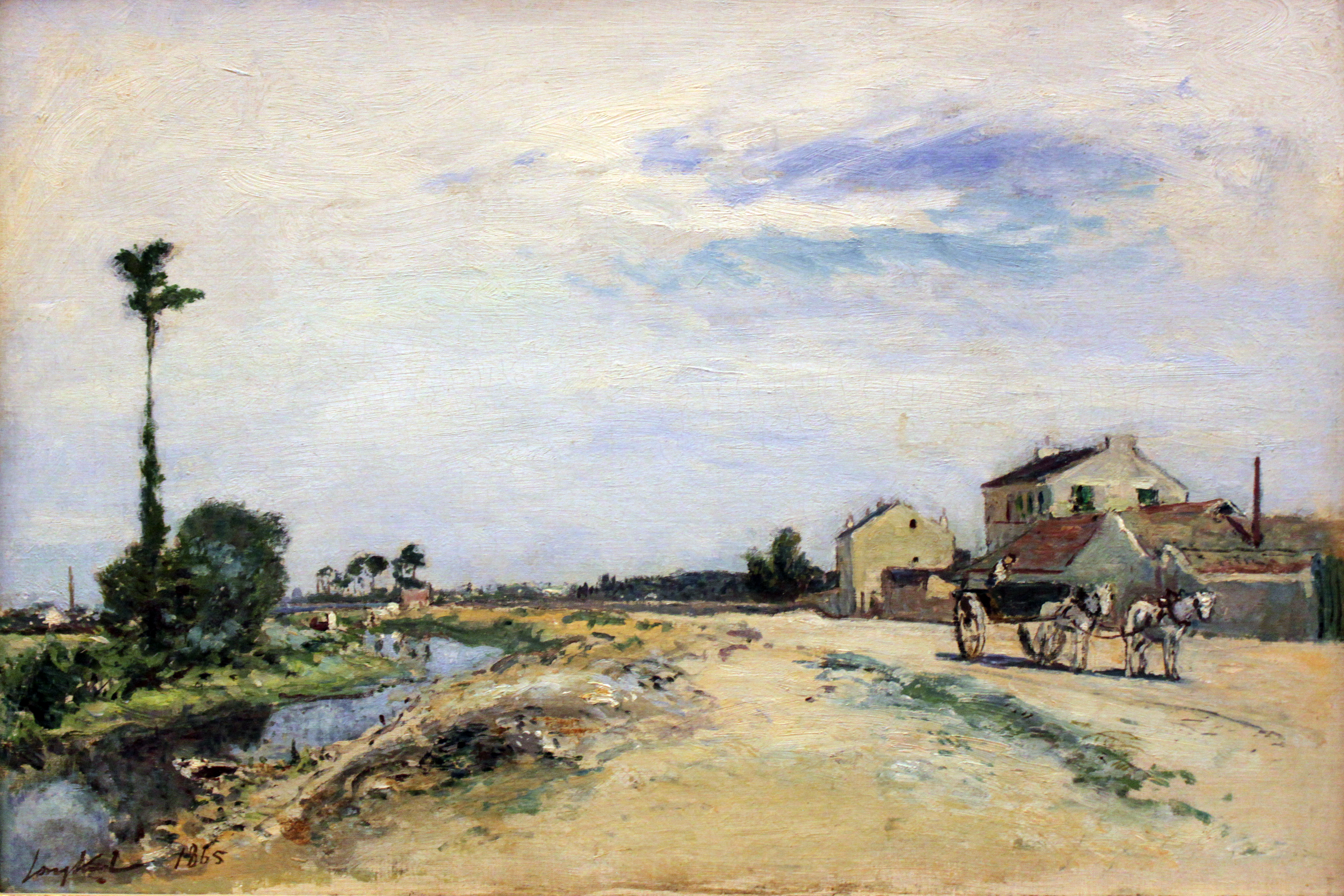
Petit canal sur la Seine près de Meudon
Johan Barthold Jongkind, 1865
Berlin, Alte Nationalgalerie.

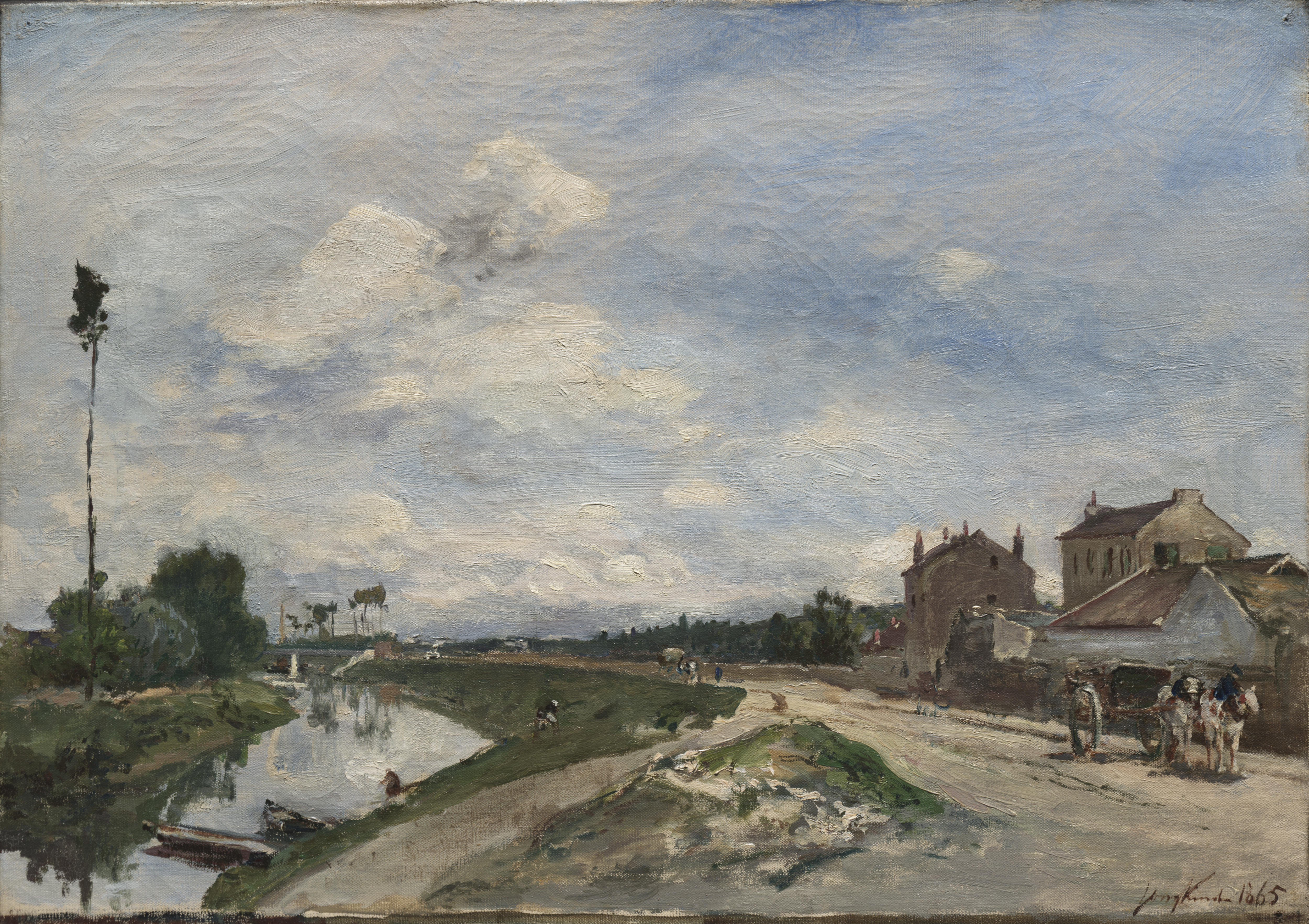
La Seine au Bas-Meudon
Johan Barthold Jongkind
Cleveland Museum of Art.

C'est historiquement le quartier le plus populaire de Meudon. Dès l'Antiquité ce quartier, situé au bord de Seine, à la limite avec Issy-les-Moulineaux, accueille des briqueteries et autres tuileries qui bénéficient de la présence d'argile comme matière première et du fleuve pour la logistique. Plus tard, ce seront les pêcheurs et les lavandières qui s'installeront au bord de la Seine, avant d'être délogés par une usine de verrerie lors de la révolution industrielle. Cette usine est revendue à Louis Renault qui y installe les usines qui portent son nom. C'est notamment la construction de cette usine et les emplois créés qui feront voir le jour aux cités de logements de Meudon-la-Forêt. Les Forges de Meudon et les Établissements Chausson suivront, attirant une population ouvrière aux provenances régionales et aux nationalités variées. À cette époque, le quartier était peu fréquentable le soir, au milieu des usines et des cités ouvrières. Aujourd'hui le quartier est en pleine restructuration, comme le témoigne la volonté municipale de le rebaptiser Meudon-sur-Seine. Il s'ouvre aux entreprises et aux immeubles de logements aisés. Cette restructuration s'est notamment enclenchée à la suite de la démolition et du réaménagement de l'île Seguin, à laquelle le Bas-Meudon fait face. Les bords de la Seine, longtemps délaissés, où les logements sociaux côtoyaient des immeubles en ruine ou à l'abandon le long de la route de Vaugirard, vont bientôt laisser place à des berges aménagées dans le but de rendre la Seine à ses habitants, annonçant ainsi le renouveau de ce quartier marqué par son passé industriel. Aujourd'hui, la plupart des HLM et des logements insalubres qui se trouvaient route de Vaugirard sur les communes de Meudon et Issy ont été démolis. Seuls subsistent sur Meudon, en face des anciennes usines Renault, une tour et quelques bâtiments : 122 logements gérés par Hauts de Seine Habitat (anciennement OPHLM du 92) et Seine Ouest Habitat (anciennement OPHLM de Meudon). Le désenclavement du quartier ayant été marqué par l'arrivée, en 1997, du tramway T2 venant d'Issy-les-Moulineaux pour aller jusqu'au quartier d'affaires de La Défense. Tramway aujourd'hui prolongé vers Paris et Bezons (Val d'Oise). Mais le quartier ne se résume pas aux bords de la Seine, il s'étend en effet jusqu'au viaduc de Meudon, à la limite du quartier de Val-Fleury. Cette partie du Bas-Meudon a été totalement reconstruite avec des immeubles neufs dans les années 1990, ce qui lui donne désormais une continuité urbaine avec le quartier de la Ferme à Issy-les-Moulineaux. Quelques vieilles usines transformées en ateliers d'artistes subsistent encore sur la colline de Clamart, dite colline Rodin, dans l'ancienne zone industrielle des Brillants. Le secteur des Montalets, situé directement en contrebas du Viaduc, comportent encore quelques ensembles anciens de logements sociaux, tous géré par Seine Ouest Habitat. Certains datent des années 1960 : les Blancs (106 logements) et les Lampes (78 logements), tandis que d'autres ont été construits dans les années 1930 : les Montalets (41 logements) et Marcel Dupré (105 logements). Les autres opérations de logements sociaux sont répartis uniformément dans le quartier et datent des années 1990 : Arnaudet, le Clos de la Ferme et Rabelais (respectivement 50, 68 et 33 logements gérés par Efidis), les Montalets (130 logements gérés par la SNI), ou encore Henri IV (109 logements gérés par l'Immobilière 3F).[réf. nécessaire]

#### Meudon-la-Forêt
Au début des années 1960, l’histoire de la commune est liée à l’histoire de France : le rapatriement des pieds-noirs d’Algérie, à la suite de la guerre, l'exode des populations rurales, et la demande de main-d'œuvre des usines Renault à Billancourt provoquent un nouveau besoin en logements. Le choix est donc fait d’urbaniser le plateau céréalier situé au sud de la commune : Meudon-la-Forêt voit le jour.
René Leduc, le maire de l'époque, s'assure en 1957 du soutien financier du ministre de la Construction, Jacques Maziol, pour lancer une procédure de zone à urbaniser en priorité (ZUP) sur le plateau forestois en vue de la construction massive de logements (majoritairement sociaux) qui donnera le grand ensemble de Meudon-la-Forêt. D'abord réticent face au projet et aux risques financiers qui pourrait l'accompagner, René Leduc finit par s'entendre en 1958 avec Robert Wagner, le maire de Vélizy-Villacoublay, la ville voisine, pour se partager tacitement le devenir de leurs territoires respectifs : à Meudon, les immeubles à usage d'habitation entourés d'équipements sociaux, d'éducation, techniques et commerciaux ; à Vélizy, la zone industrielle et d'activités.[réf. nécessaire]
De nos jours, Meudon-la-Forêt représente 14 000 habitants pour environ 7 000 logements, soit environ un tiers de la population communale. C'est un architecte de 40 ans, Fernand Pouillon, qui s'attellera à la tâche, du moins pour la première tranche des travaux (de 1959 à 1961) qui s'annoncent impressionnants. L'homme a déjà à son actif la réalisation de nombreuses cités de logements notamment en Afrique et en Asie. Le jeune architecte est également déjà impliqué dans le chantier du Point du Jour à Boulogne-Billancourt. C'est en prenant modèle sur les étendues d'eau et les parcs de Versailles que Fernand Pouillon entend faire de Meudon-la-Forêt « une cité heureuse, l'un des rares grands ensembles où la vie soit encore gaie et où les humbles soient traités en rois ». Finalement écarté du projet, son entreprise sera reprise par trois architectes : R. Boulet, R. Choquier et C. Herpe, qui la termineront à la fin des années 1960. La construction du quartier aura donc duré moins de dix ans.
Meudon-la-Forêt se caractérise par un ensemble d'immeubles très homogène. Pratiquement tous les bâtiments ont dix étages et tous s'organisent plus ou moins selon le même modèle.
On distingue cependant trois tranches de travaux, relativement distinctes.[réf. nécessaire]
La première tranche, menée par Fernand Pouillon de 1959 à 1961, correspond à la résidence du Parc. Les immeubles ainsi bâtis rassembleront 2635 appartements. Les logements furent proposés en accession à la propriété à des prix défiant toute concurrence (600 francs le m²). Renault et Le Printemps en achètent une majeure partie pour leurs employés. La régie Renault y achète à elle seule environ 30 % des logements pour y loger les ouvriers de l'usine de Billancourt. Les premiers habitants du quartier, les Forestois, s'installèrent en septembre 1961 ; les plans de Pouillon privilégient l'orientation vers le Soleil, l'utilisation de la pierre de taille, des formes claires et des espaces monumentaux, afin de dégager un effet de solidarité. Le plan masse, adopté en 1959 par la société civile immobilière de Meudon-la-Forêt, prévoit voiries, écoles, collèges, gymnases, chauffage urbain et centres commerciaux. L'architecte-urbaniste entendait mener à bien une opération de 8 000 logements en trois tranches mais, écarté du projet à cause d'un scandale financier, il ne put réaliser que la première tranche de 2 635 logements[réf. nécessaire].
La seconde tranche des travaux fut entamée en 1961 par R. Choquier. Plus modeste sur le plan architectural, elle concerne les HLM IRP (Société d'habitation à loyer modéré interprofessionnelle de la région parisienne) et l'OPHLM de Meudon (Office public d'habitation à loyer modéré), et fut achevée en 1962 pour faire face au rapatriement des Français d'Outre-Mer et aux premières vagues d'immigration en provenance notamment d'Espagne et du Portugal. Elle sera complétée plus tard, en 1965, parallèlement à la troisième tranche. Les premiers bâtiments à voir le jour sont ceux de la cité Villebon, en 1961, aujourd'hui gérée par l'OPHLM communal, devenu Seine Ouest Habitat. La cité est composée de 510 appartements répartis dans sept bâtiments et 25 cages d'escaliers. Vinrent ensuite les bâtiments de la cité Louis-Bouchet, en 1962, encore gérée aujourd'hui par les HLM IRP. Elle est composée de huit bâtiments et rassemble 587 logements. La copropriété des Châtaigniers, composée d'un unique bâtiment achevé en 1962, s'intègre dans cet ensemble et compte 88 appartements. Cette tranche fut achevée en 1965 par la construction de la cité Robert-Schuman. Cette cité rassemble 627 logements dans dept immeubles. Les copropriétés des Mimosas, des Mûriers, des Oliviers et des Sorbiers, construites en 1965, suivent également le plan de la cité et rassemblent 104 logements collectifs et 12 logements individuels. La résidence des Magnolias, construite en 1961 rue de la Synagogue, rassemble 40 logements, mais reste une opération isolée du reste du grand ensemble.[réf. nécessaire]
La troisième tranche fut réalisée de 1962 à 1968 par les architectes H. Bouhier, J. Sebag, R. Boulet et C. Herpe. En novembre 1960, les services techniques de Meudon donnent leur accord pour le permis de construire de la résidence du Centre. Les travaux commenceront en 1962 sous la houlette de l'architecte H. Bouhier, tandis que les ventes seront proposées en 1963 et 1964. La résidence du Centre proposera 278 appartements répartis dans deux bâtiments. La construction de la résidence du Lac suivra, de 1964 à 1965, sous la direction de l'architecte J. Sebag. Huit immeubles sortiront de terre et comprendront 502 logements de standing (du studio au six pièces) et huit chambres de service. Les immeubles seront répartis dans un parc paysagé de grand qualité dessiné par le paysagiste J. Aubry, et comprenant deux grands bassins. Les pierres de taille utilisées pour les façades des immeubles proviennent de la carrière de Fontvieille, près du site du moulin d'Alphonse Daudet. Construite entre 1966 et 1967 par les architectes R. Boulet et C. Herpe, la résidence Verrières - Joli Mai se compose de 902 logements (du studio au sept pièces), dont 218 chambres de service, répartis sur 33 cages d'escaliers et dix bâtiments, auxquels il faut ajouter 89 commerçants situés au pied de la plupart des immeubles. L'édification de la résidence terminera ainsi le vaste chantier lancée en 1959 sur le plateau. Quelques constructions supplémentaires viendront ponctuellement compléter la troisième tranche. Elles concernent principalement la construction de logements sociaux pour le compte des HLM IRP et de l'OPHLM de Meudon.[réf. nécessaire]
En 1966, parallèlement à la construction de la résidence Verrières - Joli Mai, la cité du Stade voit le jour et rassemble 92 logements dans un immeuble. Le bâtiment est aujourd'hui[Quand ?] géré par Seine Ouest Habitat. En 1969, une tour, située avenue de Celle et rassemblant 42 logements, est édifiée pour le compte des HLM Pierres et Lumières. En 1971 et 1972, deux ensembles d'immeubles sont construits, l'un, la Pépinière, pour le compte de l'OPHLM et rassemblant 250 logements dans quatre immeubles, l'autre, la Pierre aux Moines, pour le compte des HLM IRP et composé de 210 appartements dans deux immeubles. En 1978, une autre tour, située rue Ambroise-Paré et rassemblant 50 logements, est édifiée pour l'OPHLM. Enfin, en 1989, un petit bâtiment est construit rue de la Synagogue, tranchant radicalement avec l'architecture de tour ou de barre du reste du quartier. L'immeuble comporte 38 logements géré par les HLM IRP.[réf. nécessaire]
Ainsi, de 1959 à 1961, 2 635 logements en accession furent construits au cours de la première tranche. Entre 1961 et 1965, 1 724 logements sociaux et 244 logements en copropriété virent le jour pendant la seconde tranche. Enfin, de 1962 à 1967, 1 690 logements en copropriétés furent bâtis, complétés à partir de 1969 par 682 logements sociaux. À noter que certains logements de la résidence du Parc ont récemment[Quand ?] été repris par des sociétés à vocation sociale. Ainsi, les HLM Efidis gèrent désormais[Quand ?] 41 appartements au sein de la copropriété, tandis que la SNI (société nationale immobilière) propose 204 logements à loyer aidé aux alentours de l'allée de la Forêt. Le quartier diffère donc beaucoup par son caractère de grand ensemble du reste de la ville, avec lequel il est d'ailleurs totalement coupé géographiquement. En effet, le quartier est enclavé avec, d'un côté la forêt, de l'autre la RN 118, et avec pour seul contact urbain les lotissements HLM du plateau de Clamart construit dans les années 1950 (cités de la Plaine et de Trivaux) ou dans les années 1960 (cité du Pavé-Blanc). Meudon-la-Forêt constitue à ce jour[Quand ?] la principale zone de grands ensembles HLM dans la ville, avec plus de 2 500 logements sociaux. Depuis le 13 décembre 2014, elle est desservie par deux stations du tramway T6 : Georges-Millandy et Meudon-La-Forêt, stations qui doivent permettre de désenclaver le quartier et de l'ouvrir sur les centres urbains proches.[réf. nécessaire]

### Projets d'aménagements
Depuis quelques années[Quand ?], la commune a engagé plusieurs projets de rénovation urbaine. D'autres sont actuellement[Quand ?] en projet, tels que :
- la poursuite de l'aménagement de Meudon-sur-Seine, en prolongement de Meudon Campus, avec entre autres la création d'une résidence pour personnes âgées et le réaménagement des rives de la Seine en partenariat avec le conseil départemental des Hauts-de-Seine ;
- parallèlement à l'arrivée de la ligne 6 du tramway d'Île-de-France dans le quartier, plusieurs projets à Meudon-la-Forêt, dont un espace culturel et un pôle de loisirs ;
- l'éco-quartier de la pointe de Trivaux dont les travaux devraient s'achever en 2026-2028 : situé à Meudon-la-Forêt, il sera conçu autour d’un mail piétonnier de 8 000 m2 arboré, agrémenté d’espaces de jeux et bordé de plans d’eau, selon trois idées phares : construction de logements diversifiés, installation d’entreprises, redéploiement des équipements publics existants et création de nouveaux[22].

### Logement
La ville comporte 19 625 résidences principales et 465 résidences secondaires. 85,1 % des logements sont des appartements.
5,7 % des logements sont vacants soit 1 209 logements. 9,3 % des logements sont suroccupés.
52,5 % des logements ont été construits entre 1946 et 1970 (source : INSEE, 2018).

## Toponymie
Le nom de la localité est attesté sous les formes Meclodunum au Ier siècle av. J.-C., Milidonem au IXe siècle, Moldon en 1154 - 1155, Meodum au XIIIe siècle, Moldunum au XIIIe siècle, Meudo, Meudonum, Meudun en 1218, Modun, de Meuduno miles en 1231, Moudon en 1238, Meudon en 1249.
Au XVIIIe siècle, l'abbé Jean Lebeuf affirme qu'« II n'y a de titres certains qui fassent mention de Meudon, que depuis la fin du XIIe siècle ou le commencement du XIIIe ; dans ses titres, ce lieu est appelé Meodum ou Meudon ou bien Meudun. Il est évident qu'on ne savait alors comment le latiniser, ce qui a duré ainsi pendant presque tout le XIIIe siècle. Mais si l'on n'a pas d'époque sûre pour Meudon, ajoute cet auteur, il est aussi vrai de dire qu'on ne peut en donner entièrement l'étymologie ; il est certain que la fin du mot venant de dun... ».
Cependant, d'autres formes beaucoup plus anciennes ont été rapportées à Meudon par les toponymistes depuis lors. De plus, la connaissance de la langue gauloise a beaucoup progressé au XXe siècle, grâce à la découverte de nombreuses inscriptions, au développement de la linguistique en général et de la linguistique celtique en particulier. En ce qui concerne le gaulois, la publication du Dictionnaire de la langue gauloise par Georges Dottin a permis de donner une base sûre à l'étude de cette langue, du moins au point de vue lexicographique. De sorte que l'étymologie donnée à Meudon par l'abbé Lebeuf (qui proposait « colline de sable » ) n'a plus guère de valeur aujourd'hui, même en tant qu'hypothèse alternative.
Le second élément -don est effectivement identifié comme le terme gaulois dunos, dans un premier temps comme signifiant « colline, forteresse », mais plus récemment comme « fort, citadelle, enceinte fortifiée, mont ». On le rencontre fréquemment dans la toponymie française. Le premier élément *Metlo- > Meclo- > *Melo- (« Mili- ») > Meu- représenterait par contraction linguistique, le gaulois metelo- « moissonneur » qui constitue également le premier élément de Melun, mentionné par César en tant que Metlosedum, puis Mecledone, Melodunum au Ier siècle av. J.-C.. Metlo-> Meclo- a été rapproché du breton medeler « moissonneur », vieux cornique midil « moissonneur », du gallois medel « troupe de moissonneurs » et du vieil irlandais methel de même sens, tous issus de *metelo-. Les formes Metlo- puis Meclo- se justifient par la syncope du e central et le passage ultérieur du groupe /-tlo-/ à /-clo-/ qui est une évolution phonétique connue, du gaulois medlo-, mello- , « colline ». Le sens global de *Metelo-dunum est donc celui de « colline des moissonneurs ».
Le nom primitif de Melun, à savoir Metlosedum contenait à l'origine un élément -sedum différent qui a été remplacé ensuite par -dunum, ce qui en fait un toponyme semblable,. Cependant l'évolution phonétique s'est faite différemment à cause du déplacement de l'accent tonique.

## Histoire

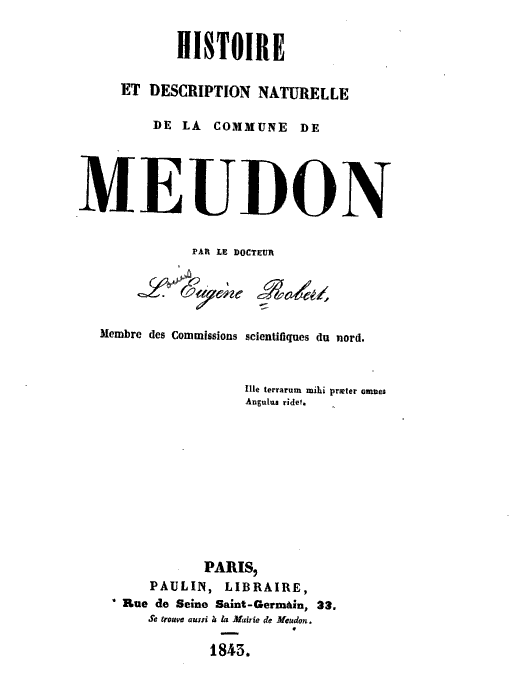
Page du livre Histoire et description naturelle de la commune de Meudon.

Louis Eugène Robert, médecin naturaliste habitant à Meudon, publie en 1843 Histoire et description naturelle de la commune de Meudon.

### Époque romaine
Les emplacements archéologiques prouvent que Meudon a été peuplée depuis des périodes néolithiques[réf. souhaitée]. Les Gaulois nommaient ce lieu Mole-Dum (dun), les Romains l'appelèrent Moldunum.

### Moyen Âge
Meudon est mentionnée pour la première fois en 769 dans une charte[Passage contradictoire]. Le plus ancien seigneur connu de Meudon est le chevalier Erkenbold, en 1180.
Au Moyen Âge, l'histoire de Meudon est profondément liée à la famille de Meudon, famille de la très ancienne noblesse française.
Bien qu'il n'y ait point de titre qui fasse mention des droits de l'abbaye de Saint-Germain à Meudon avant le XIIIe siècle, ce monastère y possédait une seigneurie au moins dès le XIIe siècle. Sur ce territoire se trouvait un vignoble appartenant à Jean Abbé de saint Victor.
En 1235, Simon, abbé de Saint Germain, rachète les dîmes de blé et de vin du territoire de Meudon desquelles Étienne de Meudon jouissait. L'abbaye continua par la suite à racheter d'autres terres à Meudon.
En 1333, Robert de Meudon est panetier du roi Philippe VI de France, son fils Henri, est en 1342 le grand veneur.

### Renaissance et Ancien Régime

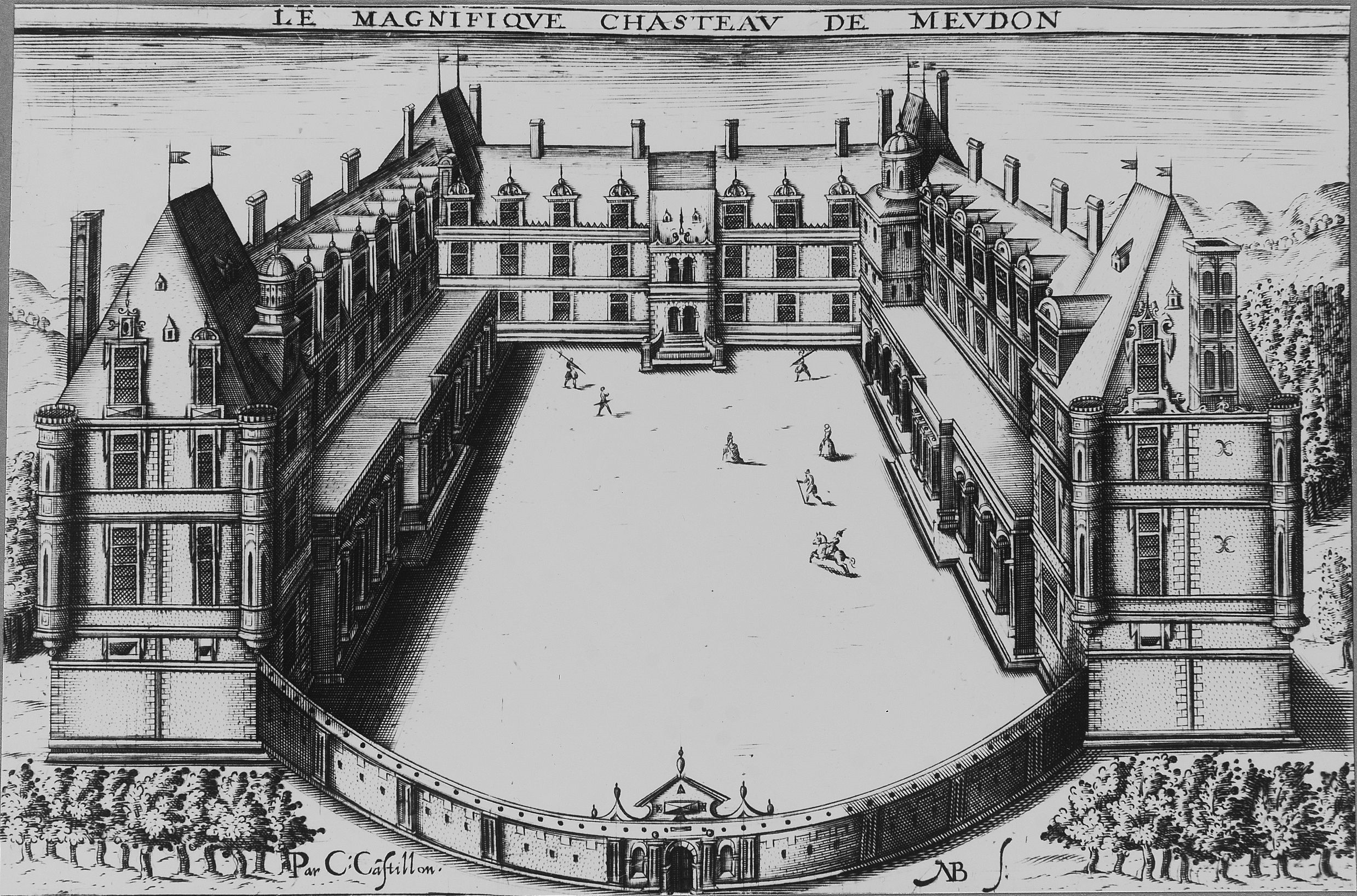
Gravure du château de Meudon.

En 1539, la terre de Meudon appartenait au cardinal Antoine Sanguin, qui la laissa à sa nièce Anne de Pisseleu, maîtresse de François Ier.
La cure de la paroisse Saint-Martin est attribuée en 1551 à François Rabelais.
Anne vend Meudon pour une rente annuelle de 3 000 livres au cardinal Charles de Lorraine au XVIe siècle. À son retour du concile de Trente, il y amène les quatre premiers capucins qu'on ait vus en France et leur fait bâtir un couvent. En 1574, le château échoit au Balafré, Henri de Lorraine, duc de Guise, assassiné par les ordres de Henri III. Meudon est vendu, en 1654, à Abel Servien, surintendant des finances sous Louis XIV. En 1679, son fils vend la terre à François Michel Le Tellier, marquis de Louvois, ministre de la Guerre, qui consacre des millions à embellir les bâtiments et les jardins, surtout à la construction de la terrasse. En 1695, Louis XIV achète Meudon pour son fils aîné, le Grand Dauphin, qui y bâtit un second château à partir de 1706. En 1718, le château de Meudon appartient à la duchesse de Berry, fille du Régent, et en 1726 le domaine est réuni à la couronne. La Convention conserve les deux châteaux de Meudon, et le comité de salut public y place des ateliers pour construire des machines, objets et matières utiles à la guerre.
Au cours de la Révolution française, la commune porte provisoirement le nom de Rabelais.
En 1795, un incendie endommage le vieux château, qui est alors démoli à partir de 1803. Napoléon Ier restaure l'autre, et Marie-Louise y séjourne avec son fils pendant la campagne de Russie. Le duc d'Orléans et le maréchal Soult l'habitent successivement. Après l'avènement de Napoléon III, le château est occupé par les princes Jérome et Jérôme Napoléon Bonaparte.

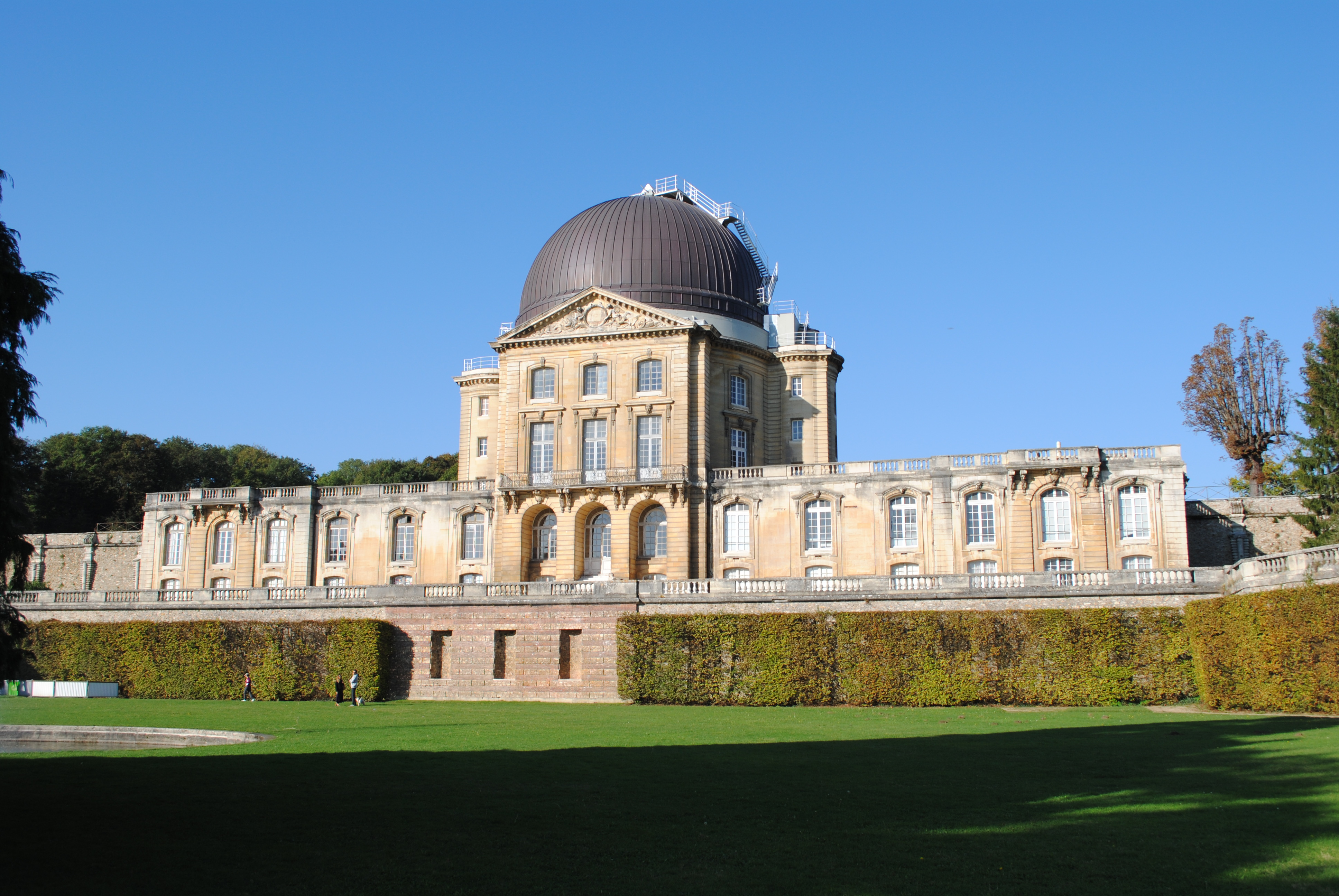
Le château-neuf de Meudon transformé en observatoire.

Le château-neuf, érigé par le Grand Dauphin, fils de Louis XIV, a brûlé quelques jours après la guerre franco-prussienne de 1870-1871. Il a été transformé en observatoire en 1877.

### XIXesiècle

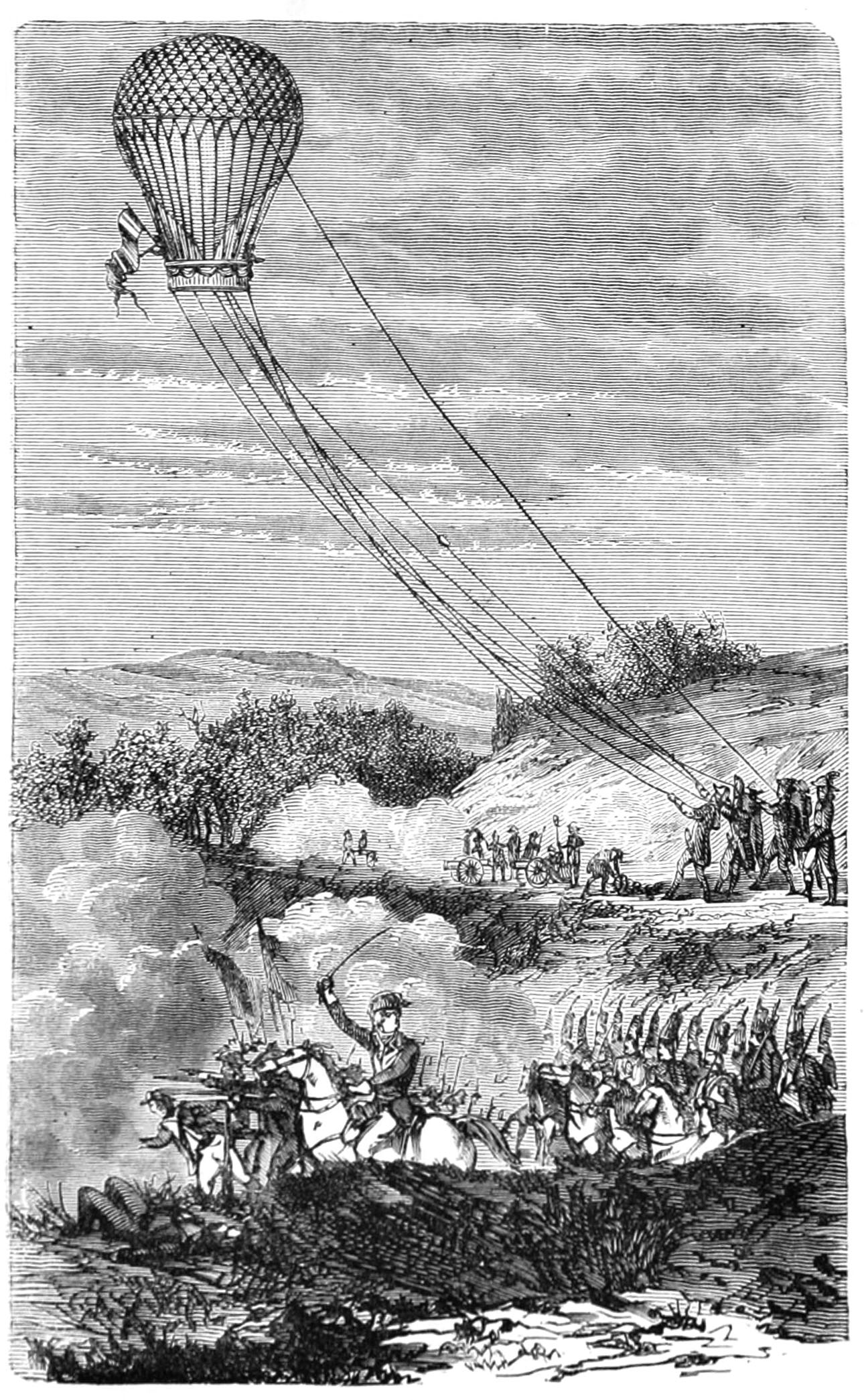
Ballon L'Entreprenant déployé lors de la bataille de Fleurus, en 1794.

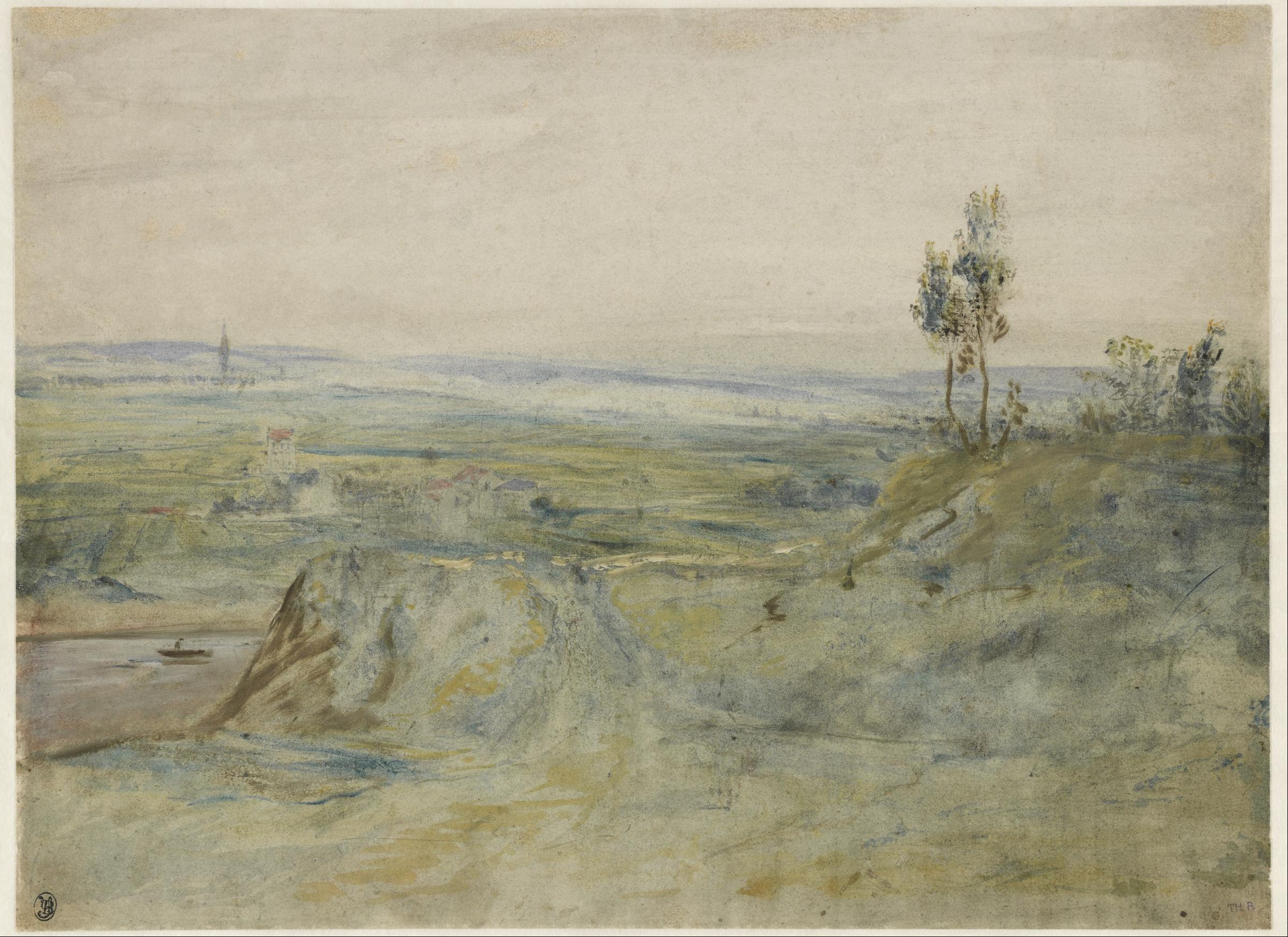
La Plaine, vue des hauteurs de Meudon
Théodore Rousseau, vers 1833,
musée des Beaux-Arts de Houston.

La Compagnie d'aérostiers, créée par le Comité de salut public et organisée par les Ateliers de Chalais-Meudon, pris part à la bataille de Fleurus en 1794. Le 28 juin 1799, le Directoire, supprime la compagnie d’aérostiers. L’École de Chalais-Meudon rouvre ses portes sous la direction de Charles Renard et sous le nom d’Établissement central de l’aérostation militaire en 1876.

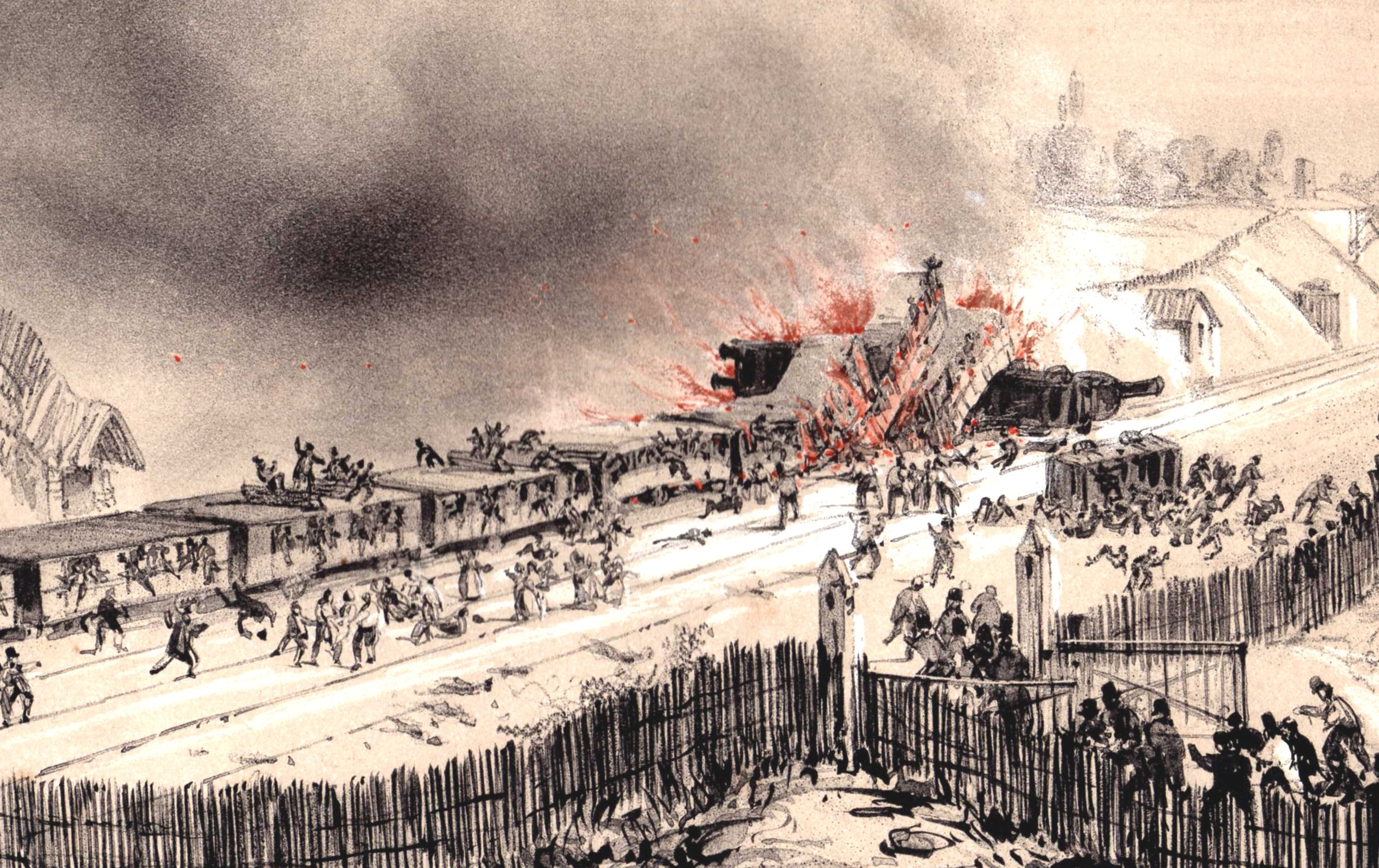
La catastrophe de Meudon de 1842.

Le 8 mai 1842, le déraillement puis l'incendie du train Versailles-Paris fut l'une des premières catastrophes ferroviaires dans le monde. À l’époque les portes étaient fermées à clé par les chefs de trains, d’où un bilan de 55 morts. Dès lors les portes durent rester ouvertes en marche et cette disposition ne disparut qu’en 2003. Un évêque français prononça une homélie retentissante sur cette « leçon que Dieu » donnait à « l'arrogance des hommes », et y vit un « courroux du ciel » contre les chemins de fer[réf. nécessaire]. Parmi les victimes se trouvait l'amiral Dumont d'Urville et sa famille. Parmi les rescapés, le grand-père de Marguerite Yourcenar (récit dans Archives du Nord).
Le célèbre auteur de vaudeville Eugène Scribe et Richard Wagner, qui y composa Le Vaisseau fantôme, habitèrent Meudon au XIXe siècle.
Charles Verd de Saint-Julien a été maire de Meudon au XIXe siècle. Notaire royal, il est nommé maire de Meudon par Louis-Napoléon Bonaparte, prince président en 1852. Suspendu durant une année, il restera ensuite premier magistrat de la cité jusqu'à la guerre de 1870. Il s'opposa notamment aux Bellevusiens lors de la construction de l'église Notre-Dame-de-l'Assomption de Meudon. En 1864, grâce à Napoléon Jérôme, hôte du domaine de Meudon, il dote la commune de l'éclairage public au gaz, en faisant la première commune de banlieue à être dotée d'un tel équipement.
Les établissements de Galliera, sur la colline de Fleury, ont été fondés par la duchesse de Galliera pour le soin des personnes âgées et des orphelins. Les bâtiments ont été construits en 1885.

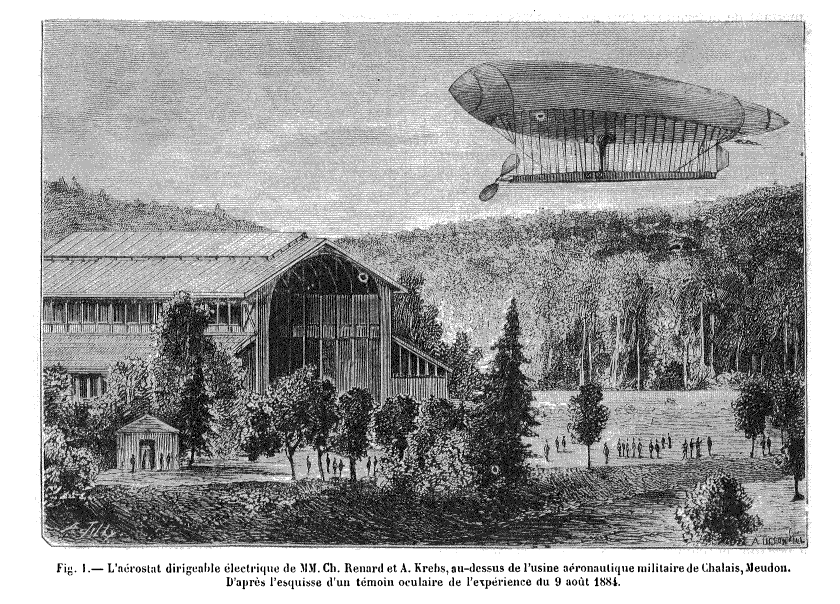
Le vol du dirigeable La France le 9 août 1884.

En 1884 a lieu à Meudon le premier vol entièrement contrôlé d'un dirigeable.

### Histoire de Bellevue
En 1748, Louis XV fait bâtir un château au lieu-dit Belle-Vue qu'il cède en 1749 pour sa favorite, Madame de Pompadour. Elle cède à son tour le domaine de Bellevue au roi qui l’achète le 27 juin 1757.

### Histoire de Fleury-sous-Meudon
Val Fleury : un acte de 1238 dit que Fleury a emprunté son nom d'un riche vigneron François Fleury.
Sa chapelle fut détruite dans le XVIe siècle et fut relevée en 1644. En 1610, le chapelain fut autorisé à chanter les vêpres.

### Histoire de Trivaux
Pointe de Trivaux : au milieu du XIXe siècle, il est signalé l'existence d'une ferme située au sud du bois de Meudon à l'ouest de Plessis Piquet au lieu-dit La Pointe de Trivaux.

## Politique et administration

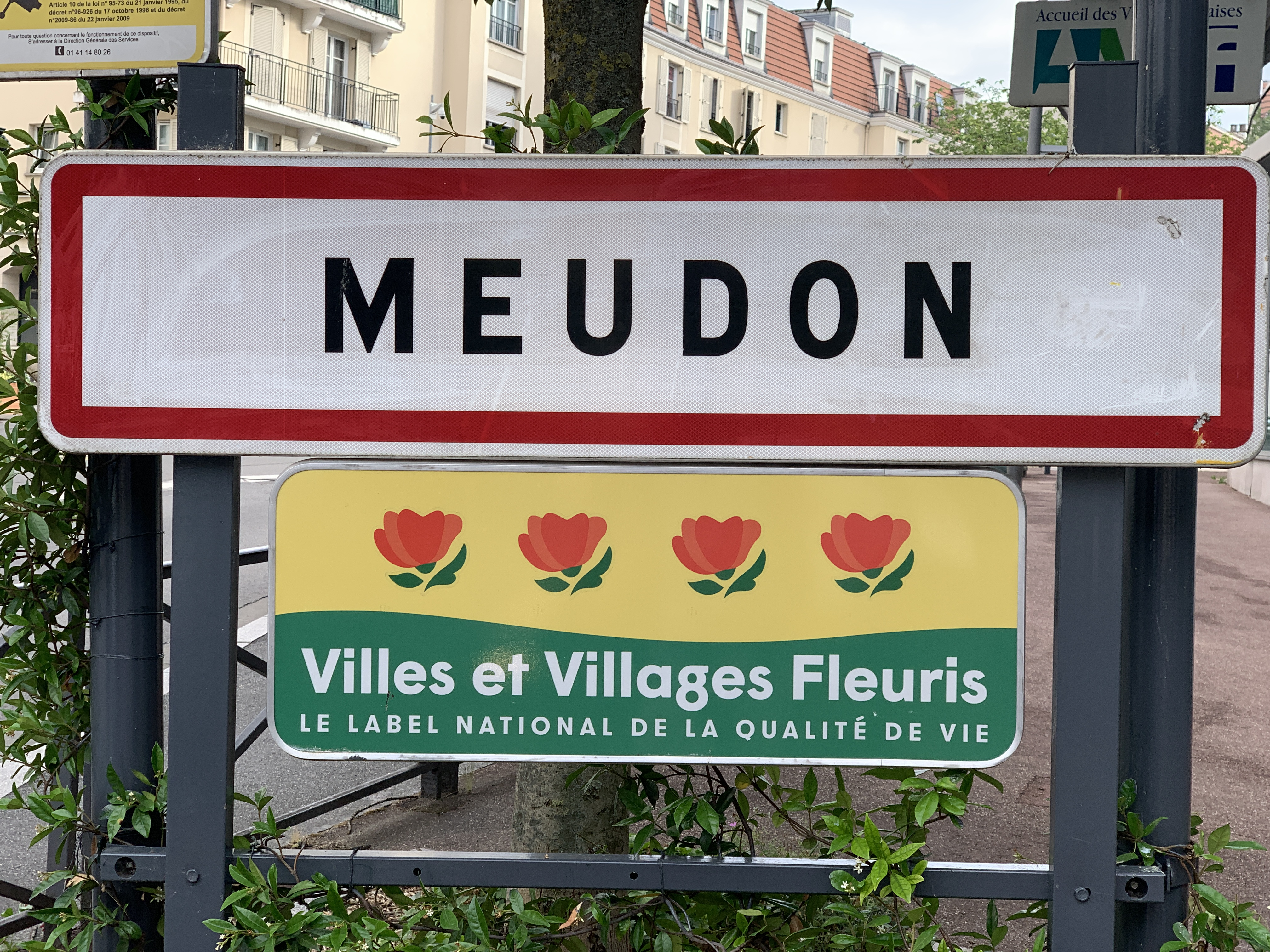
Meudon, ville fleurie.

### Rattachements administratifs et électoraux
Rattachements administratifs
Antérieurement à la loi du 10 juillet 1964, la commune faisait partie du département de Seine-et-Oise. La réorganisation de la région parisienne en 1964 fit que la commune appartient désormais au département des Hauts-de-Seine et à son arrondissement de Boulogne-Billancourt. après un transfert administratif effectif au 1er janvier 1968.
La commune faisait partie du canton de Sèvres de 1793 à 1964, puis constituait la totalité du canton de Meudon du département de Seine-et-Oise, entre 1964 et 1967. Lors de la création du département des Hauts-de-Seine, le canton est divisé et ne conserve que le sud de la ville, le nord étant rattaché de 1967 à 2015 au canton d'Issy-les-Moulineaux-Ouest. Dans le cadre du redécoupage cantonal de 2014 en France, cette circonscription administrative territoriale a disparu, et le canton n'est plus qu'une circonscription électorale.
L’organisation juridictionnelle rattache les justiciables de Meudon au Tribunal judiciaire de Nanterre et au tribunal administratif de Cergy-Pontoise, tous rattachés à la Cour d'appel de Versailles. Le tribunal de commerce rattaché est celui de Nanterre et il existe un tribunal de proximité à Vanves.
Rattachements électoraux
Pour les élections départementales, la commune est depuis 2014 le bureau centralisateur du canton de Meudon.
Pour l'élection des députés, elle est rattachée à la huitième circonscription des Hauts-de-Seine (ancien canton de Meudon) et à la dixième circonscription des Hauts-de-Seine (ancien canton d'Issy-les-Moulineaux-Ouest).
Depuis le redécoupage cantonal de 2014 en France, le canton de Meudon regroupe les communes de Meudon et de Chaville.

### Intercommunalité
La commune était membre depuis le 1er janvier 2004 de la communauté d'agglomération Arc de Seine. Celle-ci a décidé de s'unir avec l'intercommunalité voisine communauté d'agglomération Val de Seine pour former, le 1er janvier 2010, à la communauté d'agglomération Grand Paris Seine Ouest.
Dans le cadre de la mise en œuvre de la volonté gouvernementale de favoriser le développement du centre de l'agglomération parisienne comme pôle mondial est créée, le 1er janvier 2016, la métropole du Grand Paris (MGP), dont la commune est membre.
La loi portant nouvelle organisation territoriale de la République du 7 août 2015 prévoit également la création de nouvelles structures administratives regroupant les communes membres de la métropole, constituées d'ensembles de plus de 300 000 habitants, et dotées de nombreuses compétences, les établissements publics territoriaux (EPT).
La commune a donc également été intégrée le 1er janvier 2016 à l'établissement public territorial Grand Paris Seine Ouest, qui succède à la communauté d'agglomération éponyme. Le siège de l'intercommunalité est situé à Meudon, 9 route de Vaugirard.

### Tendances politiques et résultats

#### Élections présidentielles
Résultats des deuxièmes tours :
- Élection présidentielle de 2012[43] : 50,31 % pour François Hollande (PS), 49,69 % pour Nicolas Sarkozy (UMP). Le taux de participation était de 82,75 %.
- Élection présidentielle de 2017[44] : 84,56 % pour Emmanuel Macron (REM), 15,44 % pour Marine Le Pen (FN). Le taux de participation était de 76,92 %.
- Élection présidentielle de 2022[45] : 79,15 % pour Emmanuel Macron (LREM), 20,85 % pour Marine Le Pen (RN). Le taux de participation était de 76,69 %.

#### Élections législatives

##### 8e circonscription - Meudon Centre et Meudon la Forêt
Résultats des deuxièmes tours :
- Élections législatives de 2012[46] : 50,04 % pour Jean-Jacques Guillet (UMP), 49,96 % pour Catherine Lime-Biffe (PS). Le taux de participation était de 61,17 %.
- Élections législatives de 2017[47] : 59,10 % pour Jacques Maire (LREM), 40,90 % pour Gilles Boyer (LR). Le taux de participation était de 47,12 %.
- Élections législatives de 2022[48] : 61,12 % pour Prisca Thévenot (Ensemble), 38,88 % pour Annie Larroque-Comoy (NUPES). Le taux de participation était de 54,75 %.

##### 10e circonscription - Meudon nord-ouest
Résultats des deuxièmes tours :
- Élections législatives de 2012[49] : 50,18 % pour Lucile Schmid (EÉLV), 49,82 % pour André Santini (NC). Le taux de participation était de 60,47 %.
- Élections législatives de 2017[50] : 65,24 % pour Gabriel Attal (LREM), 34,76 % pour Jérémy Coste (UDI). Le taux de participation était de 47,33 %.
- Élections législatives de 2022[51] : 60,08 % pour Gabriel Attal (Ensemble), 39,92 % pour Cécile Soubelet (NUPES). Le taux de participation était de 54,60 %.

#### Élections européennes
Résultats des deux meilleurs scores :
- Élections européennes de 2014[52] : 24,26 % pour Alain Lamassoure (UMP), 16,33 % pour Marielle de Sarnez (MoDem). Le taux de participation était de 48,67 %.
- Élections européennes de 2019[53] : 34,27 % pour Nathalie Loiseau (LREM), 16,86 % pour Yannick Jadot (EÉLV). Le taux de participation était de 57,21 %.
- Élections européennes de 2024[54] : 20,72 % pour Valérie Hayer (Renaissance), 18,66 % pour Raphaël Glucksmann (Place publique). Le taux de participation était de 63,46 %.

#### Élections régionales
Résultats des deux meilleurs scores :
- Élections régionales de 2015[55] : 50,94 % pour Valérie Pécresse (UMP), 40,23 % pour Claude Bartolone (PS). Le taux de participation était de 57,60 %.
- Élections régionales de 2021[56] : 51,11 % pour Valérie Pécresse (DVD), 29,99 % pour Julien Bayou (EÉLV). Le taux de participation était de 40,08 %.

#### Élections départementales
Résultats des deux meilleurs scores :
- Élections départementales de 2015[57] : 62,97 % pour Denis Larghero et Armelle Tilly (DVD), 37,03 % pour Cécile Ardans-Vilain et Denis Maréchal (PS). Le taux de participation était de 41,82 %.
- Élections départementales de 2021[58] : 69,41 % pour Denis Larghero et Armelle Tilly (DVD), 30,59 % pour Monique Couteaux et Moumène Hadji (DVG). Le taux de participation était de 44,00 %.

#### Élections municipales
Résultats des deuxièmes tours ou du premier tour si dépassement de 50 % :
- Élections municipales de 2014[59] : 55,84 % pour Hervé Marseille (UDI), 17,87 % pour Marc Mossé (PS). Le taux de participation était de 56,25 %.
- Élections municipales de 2020[60] : 67,74 % pour Denis Larghero (LC), 18,77 % pour Renaud Dubois (EÉLV). Le taux de participation était de 38,69 %.

### Liste des maires
| Période          | Période                       | Identité        | Étiquette          | Qualité |
| ---------------- | ----------------------------- | --------------- | ------------------ | --- |
| 24 novembre 1944 | mai 1945                      | Alfred Tribert  | SFIO               | Mécanicien dans l'aéronautique, résistant |
| mai 1945         | octobre 1947                  | Lucien Feuchot  |                    | |
| octobre 1947     | mars 1971                     | René Leduc      | UNR → UDR          | Directeur commercial Député de Seine-et-Oise (1958 → 1967) |
| mars 1971        | 19 juin 1983                  | Gilbert Gauer   | RI → UDF-PR        | Adjoint au maire (1953 → 1971) Conseiller régional Décédé en fonction |
| 30 juin 1983     | 9 mars 1999                   | Henry Wolf,     | UDF-PSD            | Libraire, premier adjoint (1971 → 1983) Conseiller général de Meudon (1973 → 2004) Vice-président du conseil général (1979 → ?) Président de l'IIBRBS Démissionnaire |
| 9 mars 1999      | 20 octobre 2017               | Hervé Marseille | UDF → NC → FED-UDI | Conseiller d'État Sénateur des Hauts-de-Seine (2011 →) Conseiller général de Meudon (2004 → 2012) Président du Syctom (2014 → 2017) Vice-président de la CA puis de l'EPT GPSO (2010 → 2017) Conseiller métropolitain (2016 →) Démissionnaire à la suite de sa réélection comme sénateur |
| 20 octobre 2017  | En cours (au 28 juillet 2025) | Denis Larghero  | UDI                | Conseiller départemental de Meudon (2015 →) Vice-président du conseil départemental (2015 → 2017) Réélu pour le mandat 2020-2026 |

### Politique de développement durable

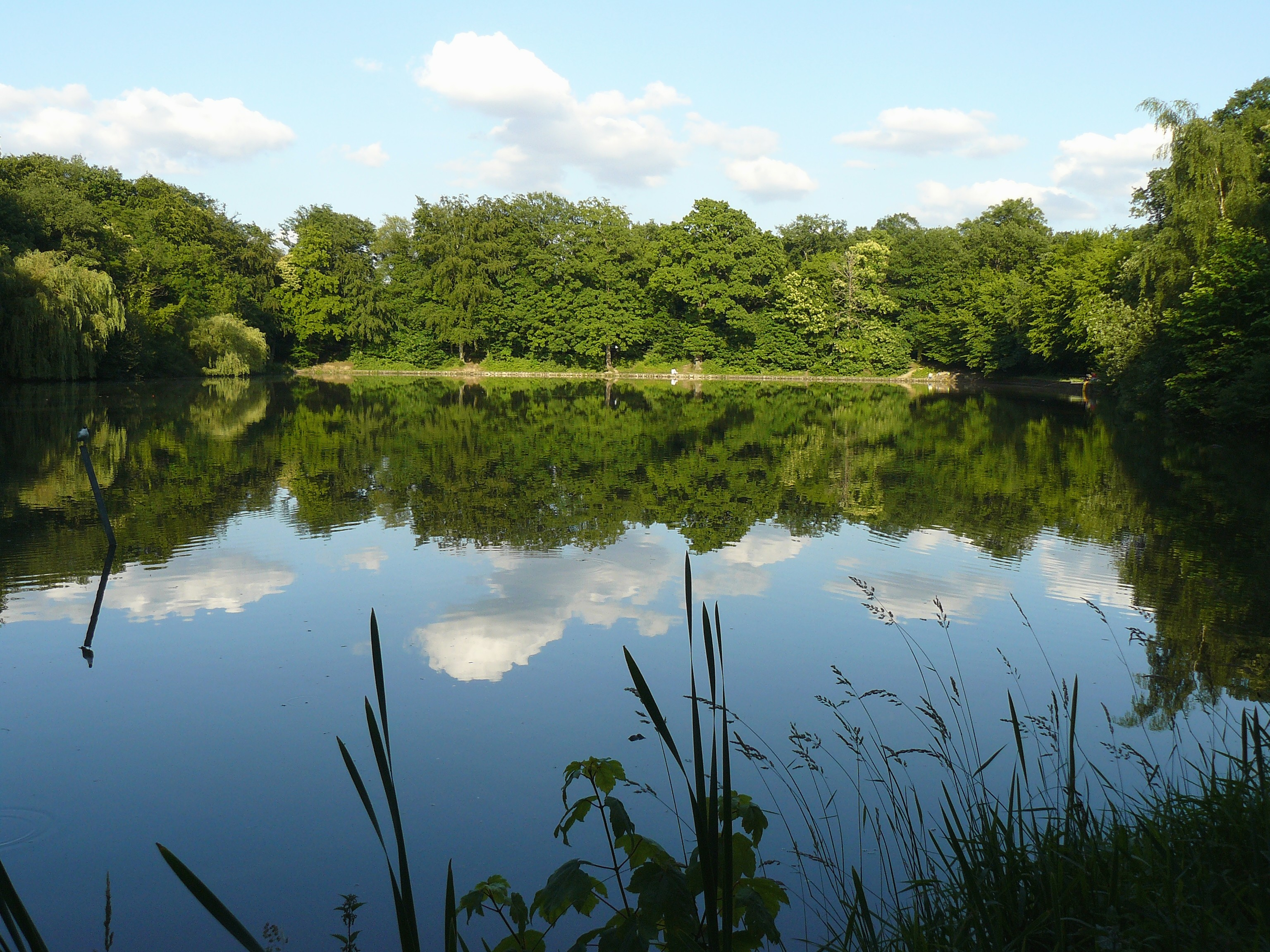
Étang de Villebon, route de la Patte-d'Oie forêt de Meudon.

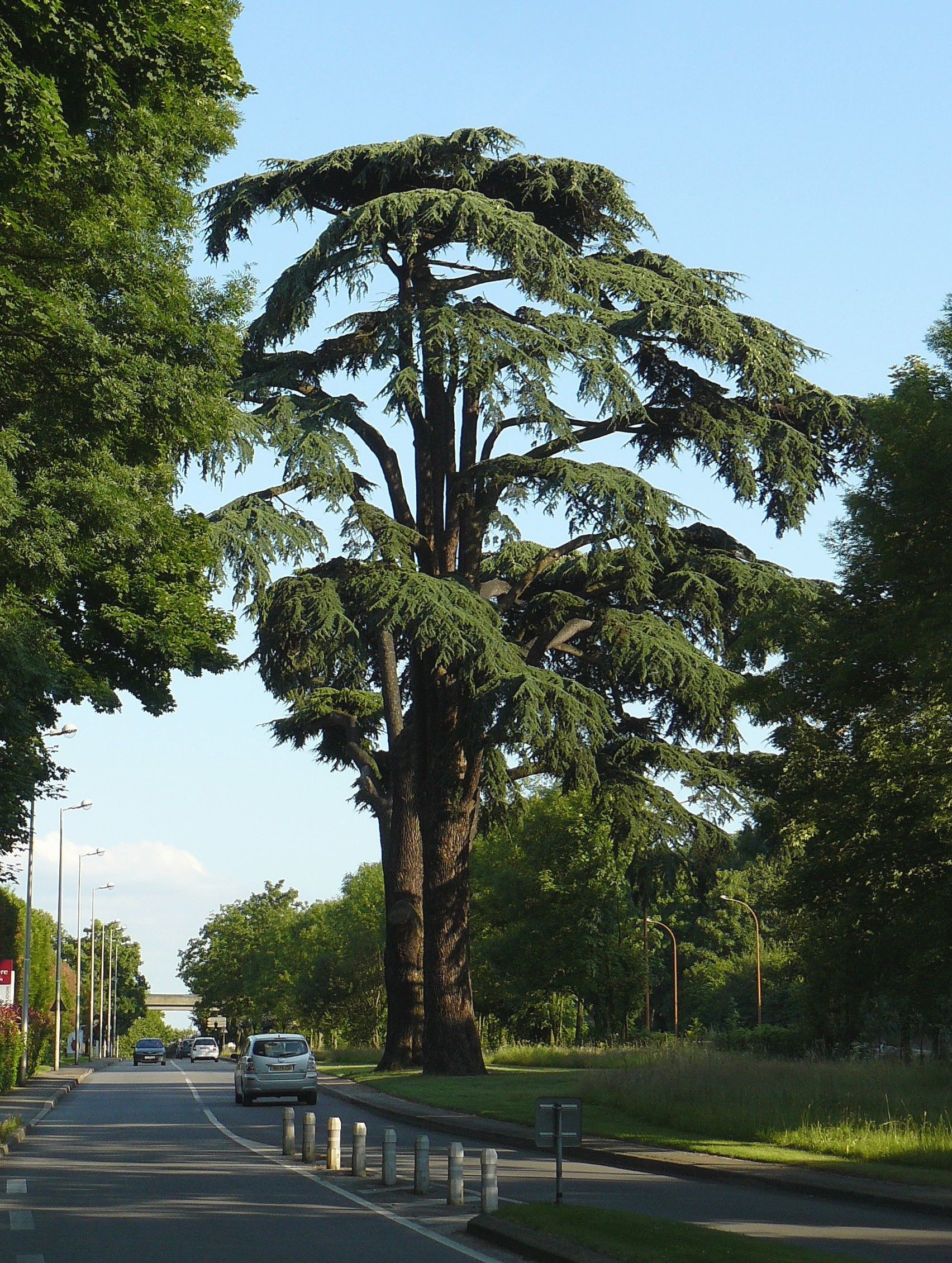
Les cèdres de Villebon.

- Meudon abrite de nombreux parcs et jardins :
  - Belvédère Rodin
  - Jardin à la française du musée d'art et d'histoire de Meudon
  - Jardin de la Paix
  - Jardin François-Stahly
  - Parc des Montalets
  - Parc du Tronchet
  - Parc Gilbert-Gauer
  - Parc Paumier
  - Parterre de l'Orangerie
  - Potager du Dauphin
  - 13 squares (Anna-Marly, Bergeyre, Abreuvoir, Clos Moreaux, Canada, Viaduc, Henri-IV, José-Roig, Jules-Gérard, Maison-Rouge, Rabelais, rue de Paris, TVS)
  - Terrasse de l'Observatoire, reste du château de Meudon.
- L'État administre, par l'intermédiaire de l'Office national des forêts, la forêt de Meudon, qui s'étend sur une large partie sud de la commune.

### Distinctions et labels
En 2008, Meudon a reçu le label « Ville Internet @@@ ».
La ville de Meudon a été récompensée en 2009 au Concours des villes et villages fleuris.

### Jumelages
Au 1er janvier 2010, Meudon est jumelée avec :
- Celle (Allemagne) depuis 1953[75]
- Woluwe-Saint-Lambert (Belgique) depuis 1958[75]
- Ciechanów (Pologne) depuis 1970[75]
- Farnborough (Grande-Bretagne) depuis 1972[75] qui a été intégré à  Rushmoor (Grande-Bretagne) depuis 1974[75]
- Mazkeret Batya (Israël) depuis 1987[75]
- Brezno (Slovaquie) depuis 1999[75]

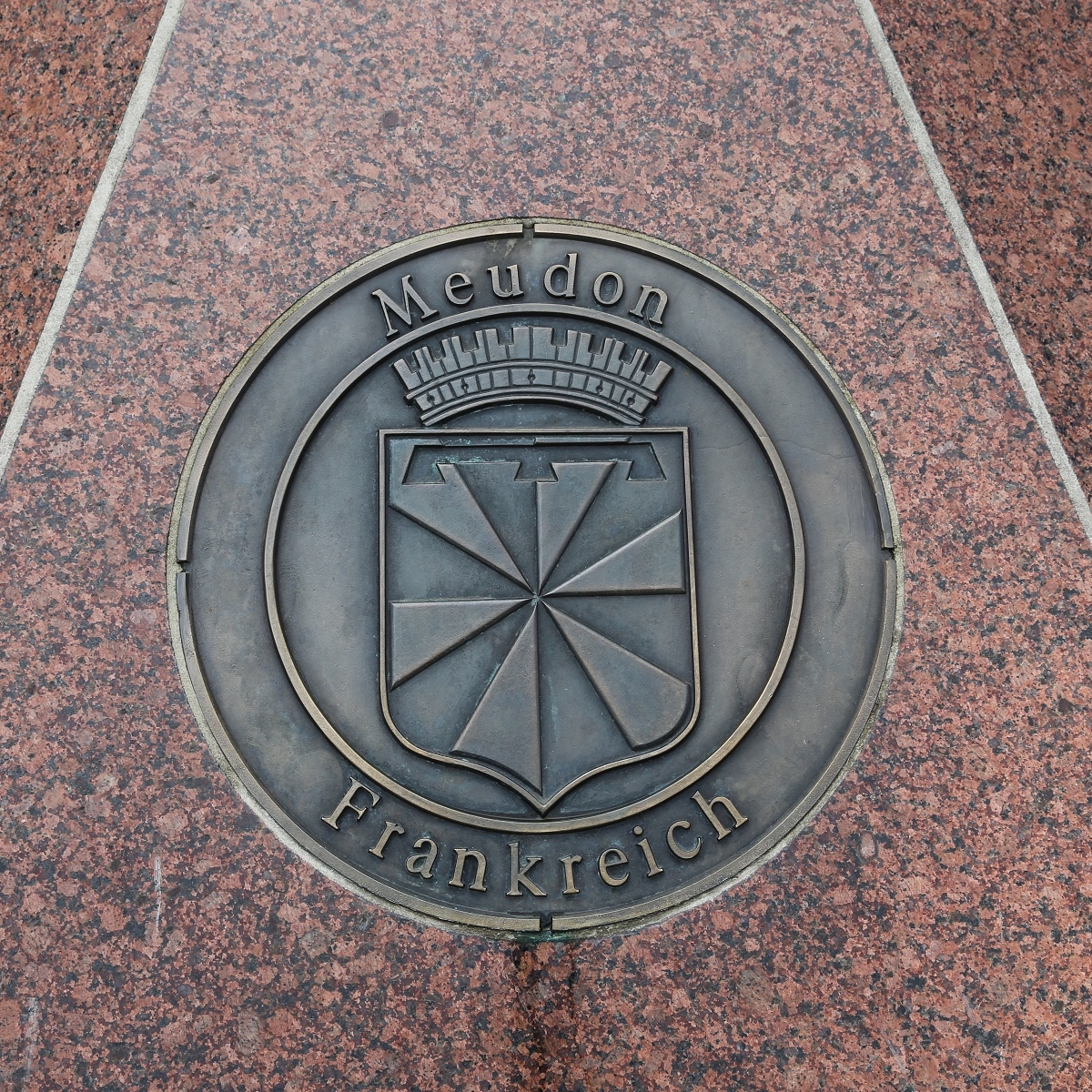
Blason à jumelage Celle (Allemagne).

## Population et société

### Démographie

#### Évolution démographique
L'évolution du nombre d'habitants est connue à travers les recensements de la population effectués dans la commune depuis 1793. Pour les communes de plus de 10 000 habitants les recensements ont lieu chaque année à la suite d'une enquête par sondage auprès d'un échantillon d'adresses représentant 8 % de leurs logements, contrairement aux autres communes qui ont un recensement réel tous les cinq ans,.

En 2022, la commune comptait 46 722 habitants, en évolution de +3,08 % par rapport à 2016 (Hauts-de-Seine : +2,75 %, France hors Mayotte : +2,11 %).
| 1793  | 1800  | 1806  | 1821  | 1831  | 1836  | 1841  | 1846  | 1851  |
| ----- | ----- | ----- | ----- | ----- | ----- | ----- | ----- | ----- |
| 2 250 | 2 015 | 2 311 | 2 265 | 3 026 | 3 233 | 3 174 | 3 680 | 3 783 |

| 1856  | 1861  | 1866  | 1872   | 1876  | 1881  | 1886  | 1891  | 1896  |
| ----- | ----- | ----- | ------ | ----- | ----- | ----- | ----- | ----- |
| 4 789 | 5 157 | 6 620 | 12 037 | 6 425 | 6 080 | 7 621 | 8 005 | 8 892 |

| 1901  | 1906   | 1911   | 1921   | 1926   | 1931   | 1936   | 1946   | 1954   |
| ----- | ------ | ------ | ------ | ------ | ------ | ------ | ------ | ------ |
| 9 702 | 10 289 | 12 292 | 15 649 | 18 123 | 20 870 | 20 749 | 20 797 | 24 729 |

| 1962   | 1968   | 1975   | 1982   | 1990   | 1999   | 2006   | 2011   | 2016   |
| ------ | ------ | ------ | ------ | ------ | ------ | ------ | ------ | ------ |
| 34 878 | 50 623 | 52 806 | 48 450 | 45 339 | 43 663 | 44 745 | 45 010 | 45 328 |

| 2021   | 2022   | - | - | - | - | - | - | - |
| ------ | ------ | - | - | - | - | - | - | - |
| 46 342 | 46 722 | - | - | - | - | - | - | - |

#### Pyramide des âges
En 2018, le taux de personnes d'un âge inférieur à 30 ans s'élève à 35,5 %, soit en dessous de la moyenne départementale (38,4 %). À l'inverse, le taux de personnes d'âge supérieur à 60 ans est de 23,4 % la même année, alors qu'il est de 20,0 % au niveau départemental.
En 2018, la commune comptait 21 787 hommes pour 23 961 femmes, soit un taux de 52,38 % de femmes, légèrement inférieur au taux départemental (52,41 %).
Les pyramides des âges de la commune et du département s'établissent comme suit.
| Hommes | Classe d’âge | Femmes |
| ------ | ------------ | ------ |
| 0,7    | 90 ou +      | 1,8    |
| 6,7    | 75-89 ans    | 9,9    |
| 13,0   | 60-74 ans    | 14,4   |
| 21,1   | 45-59 ans    | 21,1   |
| 19,9   | 30-44 ans    | 19,9   |
| 17,5   | 15-29 ans    | 15,7   |
| 21,0   | 0-14 ans     | 17,3   |

| Hommes | Classe d’âge | Femmes |
| ------ | ------------ | ------ |
| 0,6    | 90 ou +      | 1,6    |
| 5,2    | 75-89 ans    | 7,2    |
| 12,1   | 60-74 ans    | 13,5   |
| 19,3   | 45-59 ans    | 19,4   |
| 22,6   | 30-44 ans    | 21,9   |
| 20,2   | 15-29 ans    | 18,9   |
| 19,9   | 0-14 ans     | 17,4   |

### Enseignement
Meudon est située dans l'académie de Versailles.

#### Établissements scolaires
La ville administre 13 écoles maternelles et 9 écoles élémentaires communales.
Le département gère 3 collèges et la région Île-de-France 2 lycées :
- Maternelle Marbeau
- Primaire Ferdinand-Buisson
- Primaire Camus
- Primaire Saint-Joseph-de-Bellevue (privé)
- Primaire Paul-Bert
- Primaire Jules-Ferry
- Primaire École-du-Val
- Primaire et grande-section La Source (privé)
- Lycée Rabelais
- Institut Notre-Dame (privé) - primaire, collège, lycée
- Lycée La Source (privé)
- Lycée professionnel Saint-Philippe (village éducatif)
- Lycée professionnel Villebon
- Collège Bel-Air
- Collège Armande-Béjart
- Collège La Source (privé)
- Collège Rabelais

#### Vie universitaire
De nombreux établissements publics scientifiques et de recherche y sont également installés (CNRS, ONERA et Observatoire de Paris) et l'école de cuisine Alain-Ducasse.

### Culture
- Musée d'art et d'histoire de Meudon
- Deux centres d'Art et de culture
- Une médiathèque établie sur deux pôles (Centre-Ville et Meudon-la-Forêt)
- Soixante-dix ateliers d'expression culturelle
- L'université inter-âges Auguste-Rodin
- Le conservatoire Marcel-Dupré
- L'Académie d'Art de Meudon et des Hauts-de-Seine
- Musée Rodin de Meudon
- Ludothèque
- L'Avant-Seine

### Festival
- Festival du court métrage d'humour de Meudon

### Santé
- Deux centres de la Caisse Primaire d'Assurance Maladie des Hauts-de-Seine
- Un centre de santé polyvalent de la Croix-Rouge française
- Une clinique
- Un centre de protection maternelle et infantile (fermé)
- Un centre de radiologie et de traitement des tumeurs
- Un centre médico-psychologique
- Un centre médico-psycho-pédagogique réparti sur deux pôles
- Des professionnels de santé[80]

### Sports et loisirs
- Piscine olympique Guy-Bey

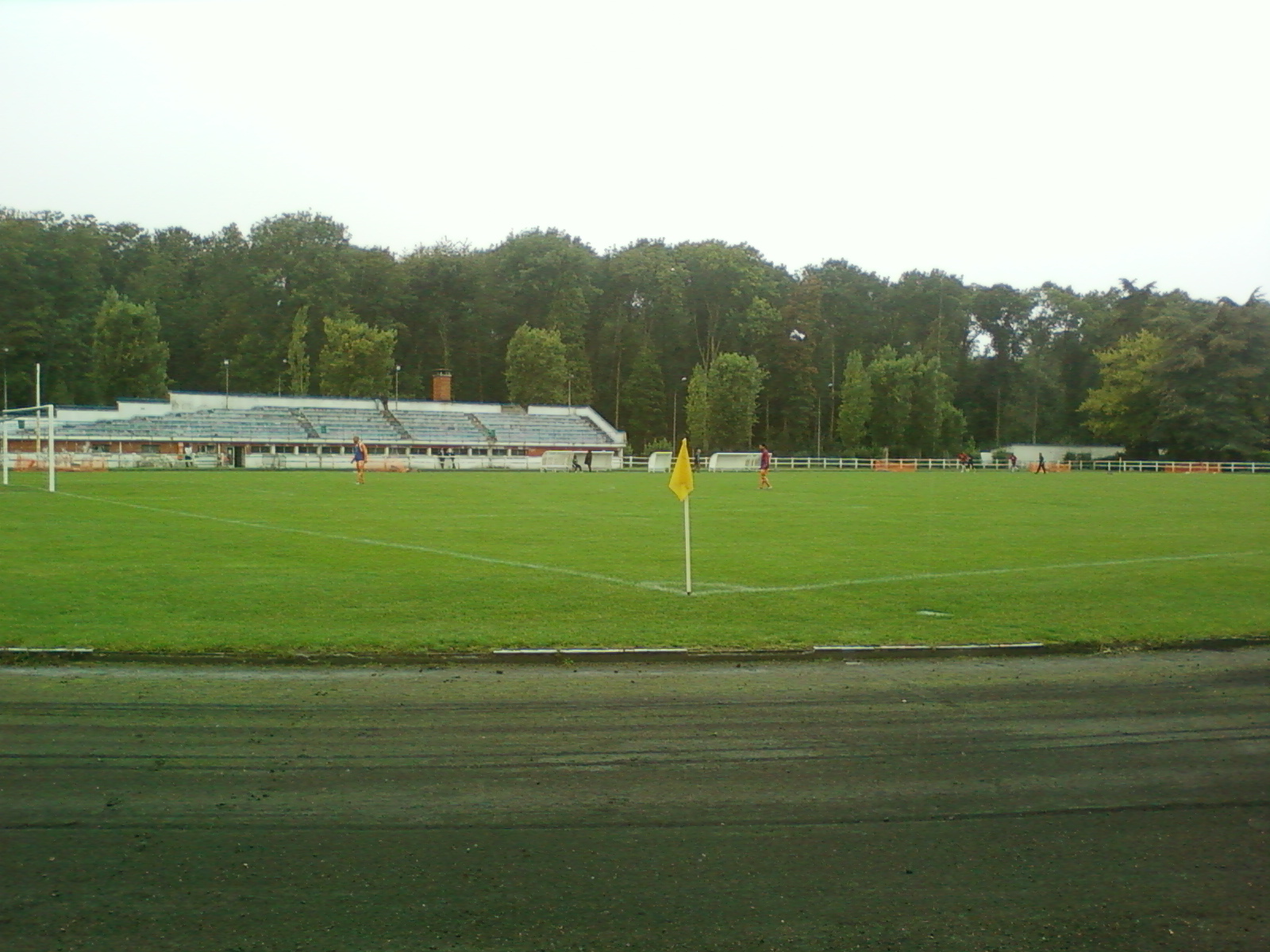
Le stade Marcel-Bec situé dans la forêt de Meudon.

- Patinoire et son complexe sportif UCPA Sport Station : hockey sur glace, patinage artistique, patinage de vitesse, squash, padel, accrobranche indoor, fitness, hip-hop
- Parcours de Santé de la forêt domaniale de Meudon
- City stade (football et basket)
- Skate park
- Urban Soccer (PSG Academy)
- Standard Athletic Club
- Complexe sportif René-Leduc
- Treize complexes sportifs proposant de multiples activités.
- Quinze clubs et associations, dont le club de Touch rugby champion de France en titre (Free Touch[81])

### Médias
- Chloroville, bulletin municipal[82].
- Le Petit Meudonnais[83]

### Cultes
Les Meudonnais disposent de lieux de culte catholique, israélite, orthodoxe et protestant.

#### Culte catholique
Depuis janvier 2010, la commune de Meudon fait partie du doyenné des Forêts, l'un des neuf doyennés du diocèse de Nanterre.
Au sein de ce doyenné, les lieux de culte catholique relèvent des quatre paroisses de Meudon :
- paroisse Notre-Dame de l'Assomption[86] : l'église Notre-Dame-de-l'Assomption
- paroisse Sainte-Jeanne d'Arc[87] : l'église Sainte-Jeanne-d'Arc
- paroisse Saint-Martin[88] : l'église Saint-Martin
- paroisse du Saint-Esprit[89] : l'église Saint-Esprit de Meudon-la-Forêt.

Par ailleurs, la chapelle Notre-Dame-de-l'Annonciation fait maintenant partie de la « Maison de la parole », maison diocésaine inaugurée le 20 septembre 2011.

#### Culte israélite
Une synagogue.

#### Culte orthodoxe
Deux églises orthodoxes : église de la Résurrection-du-Christ (de l'Église orthodoxe russe hors frontières, juridiction qui depuis 2007 est à nouveau en communion canonique avec le patriarche de Moscou et de toutes les Russies) et église Saint-Jean-le-Théologien (dépendant du vicariat Sainte-Marie-de-Paris et Saint-Alexis-d'Ugine, regroupant des paroisses de tradition russe au sein de la métropole orthodoxe grecque de France, cette dernière elle-même rattachée canoniquement au patriarcat œcuménique de Constantinople).

#### Culte protestant

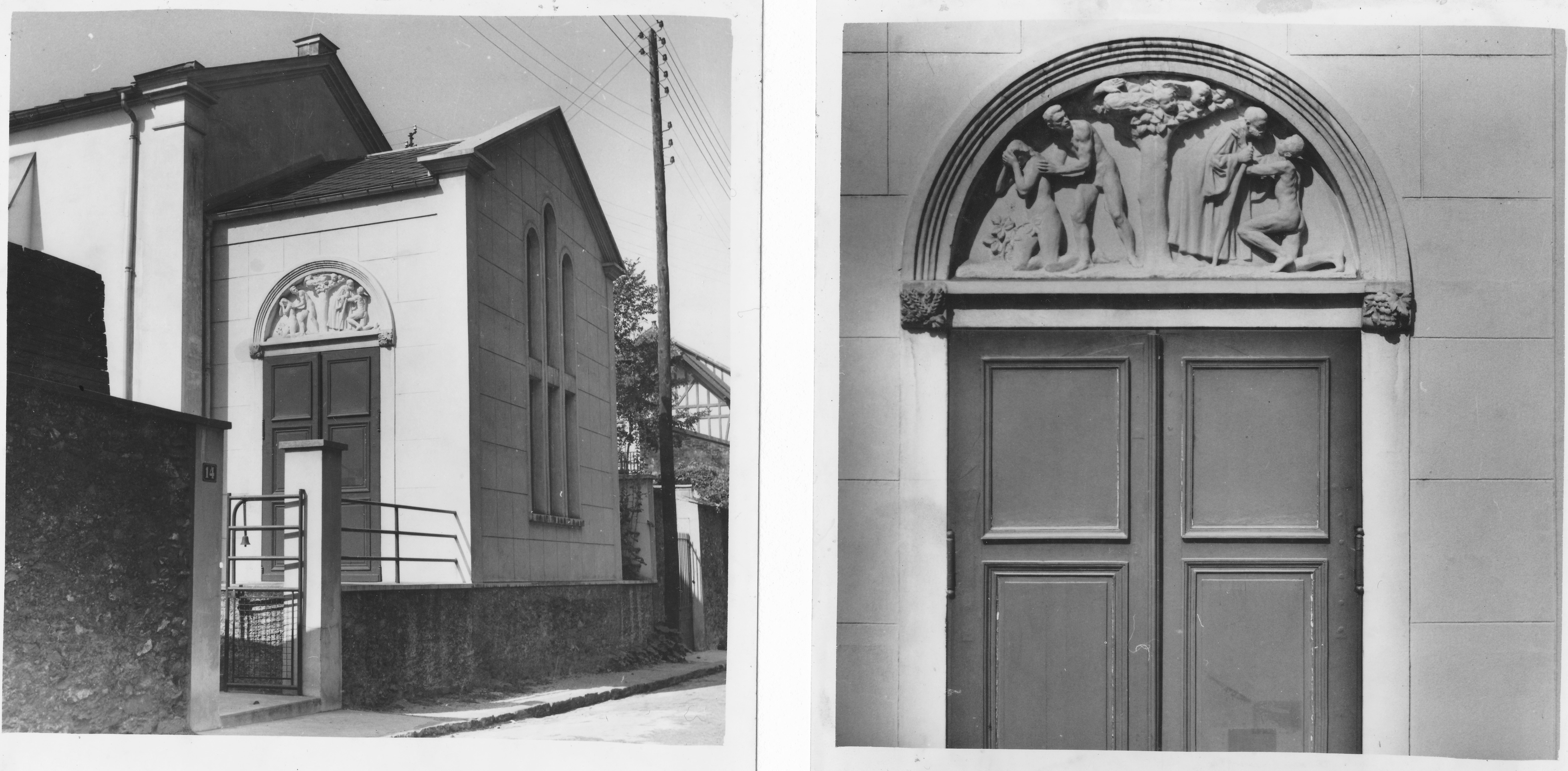
Temple protestant de Meudon, 1847.

Le temple protestant de Meudon, paroisse de Meudon-Sèvres-Ville d'Avray de l'Église protestante unie de France, est situé 14 rue du bassin. Il est inauguré en 1847 dans le quartier de Bellevue. Son tympan est une œuvre du sculpteur Stephan Buxin.

## Économie
Commune en partie résidentielle, Meudon compte de nombreux commerces, une pépinière d'entreprises à Meudon-sur-Seine et se situe à proximité de plusieurs bassins d'emplois, notamment à Vélizy-Villacoublay, Saint-Quentin-en-Yvelines, Boulogne-Billancourt, La Défense, dans le quartier d'affaires d'Issy-Val-de-Seine et sur le plateau de Saclay. Par le train, le bassin de l'aire urbaine de Paris est aisément accessible.

### Revenus de la population et fiscalité
En 2017, le revenu moyen était de 45 482 € nets.
Le taux de pauvreté est de 9 % au global et de 16 % pour les moins de 30 ans.
La médiane du revenu disponible par unité de consommation est de 29 120 € (chiffres de 2018).

### Emploi
Le taux de chômage s'élève à 7,7 % (2018). La part des actifs s'élève à 78,1 %. La part des retraités s'élève à 3,6 %.

## Culture locale et patrimoine

### Lieux et monuments
La commune comprend de nombreux monuments répertoriés à l'inventaire général du patrimoine culturel de la France.

#### Préhistoire
- Le menhir de la Pierre aux Moines se situe dans la forêt de Meudon, plus précisément dans la partie dénommée bois de Clamart, sur le territoire de la commune de Clamart.
- Le cimetière des Longs Réages abrite le dolmen de Ker-Han provenant de Bretagne. Charles Piketty, habitant de Meudon passionné d'archéologie, veut offrir en 1896 à son père Eugène Piketty (1827-1894) carrier-archéologue, autre passionné d'archéologie, ainsi qu'à ses descendants, de se faire enterrer sous un dolmen. Son choix se porte sur le plus grand des trois dolmens de Ker-Han à Saint-Philibert, dans le Morbihan, près de Carnac. Malgré l'opposition des archéologues, il est démonté et remonté dans le cimetière de Meudon où il sert toujours de sépulture familiale[98]. Il a été inscrit à l'inventaire en 1996[99].

#### XIIIe–XVesiècle
- Le Domaine national, ancien domaine royal qui regroupe le château de Meudon, l'Observatoire, l'Orangerie, les terrasses de Meudon

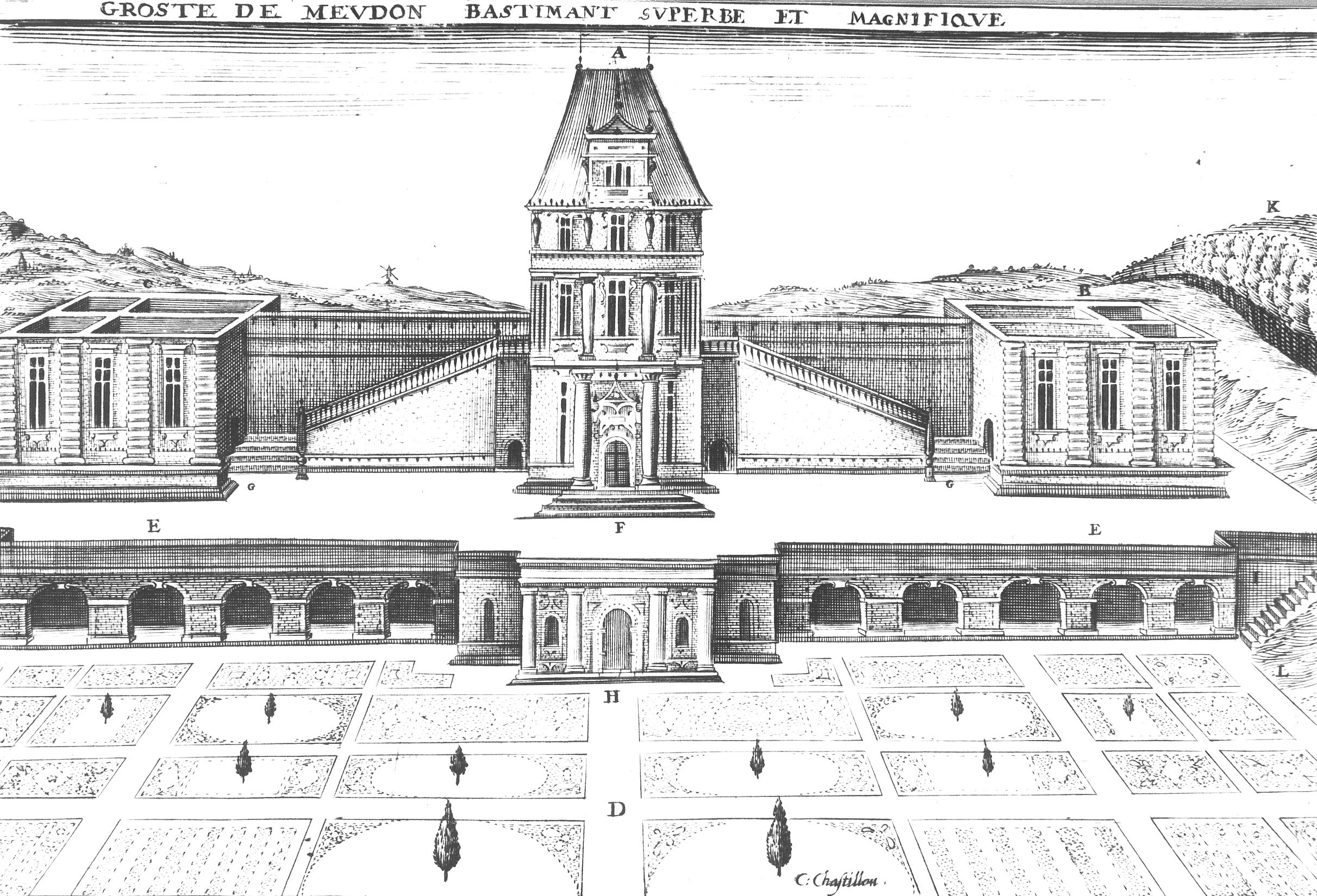
La grotte du château de Meudon (XVIe siècle).
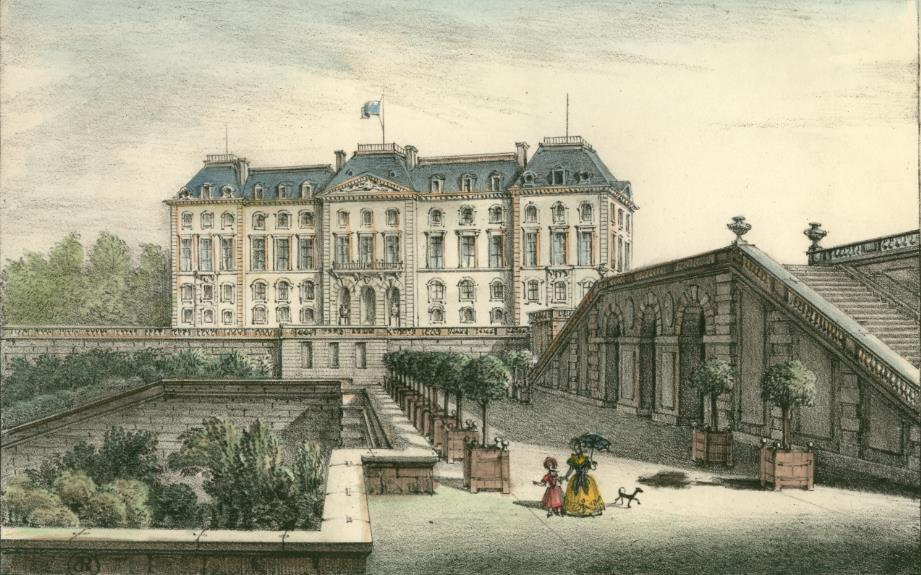
Château-neuf de Meudon (construit en 1705 sur l'emplacement de la Grotte). Transformé en observatoire à la fin du XIXe siècle.
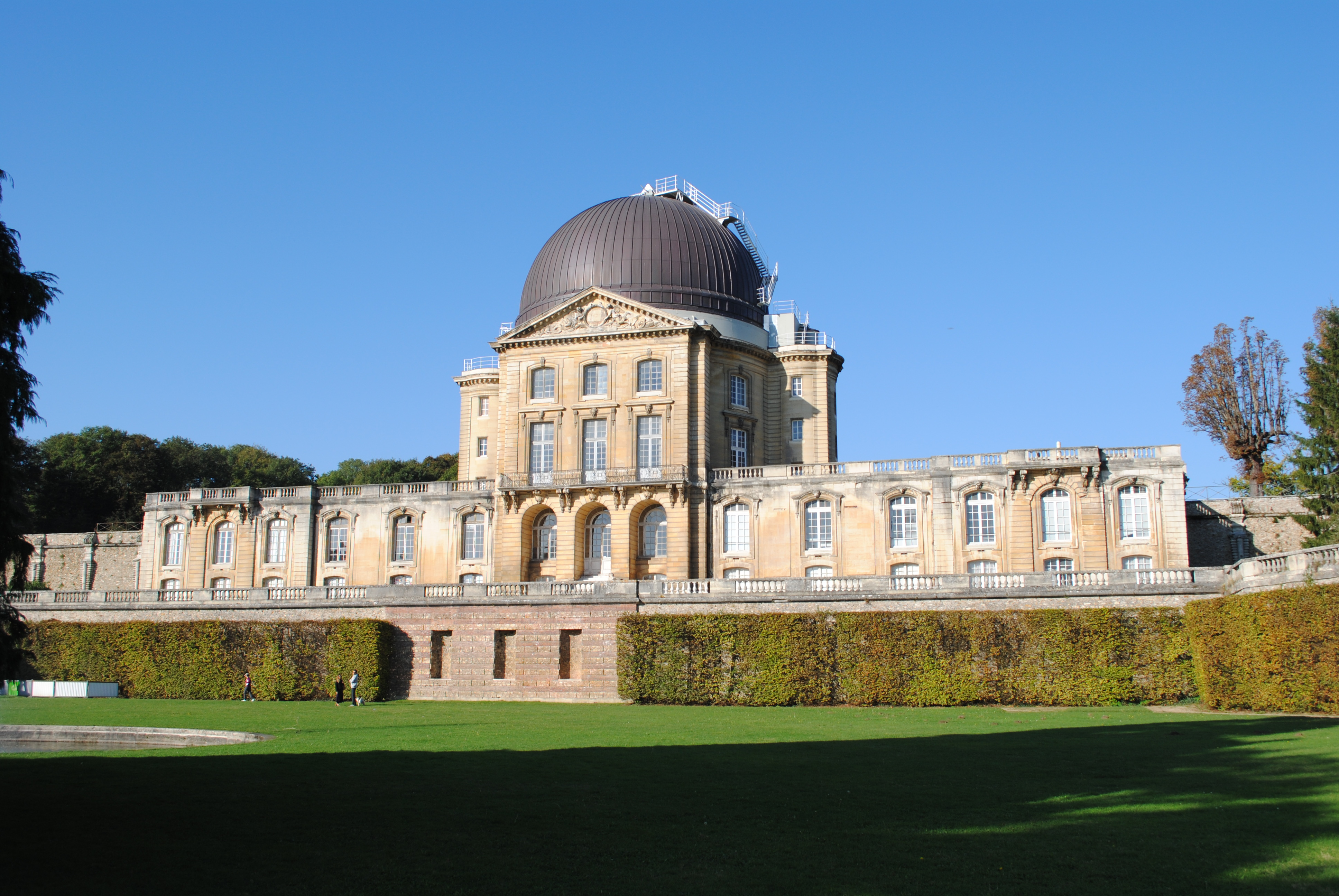
L'observatoire (construit sur le château-neuf de Meudon).
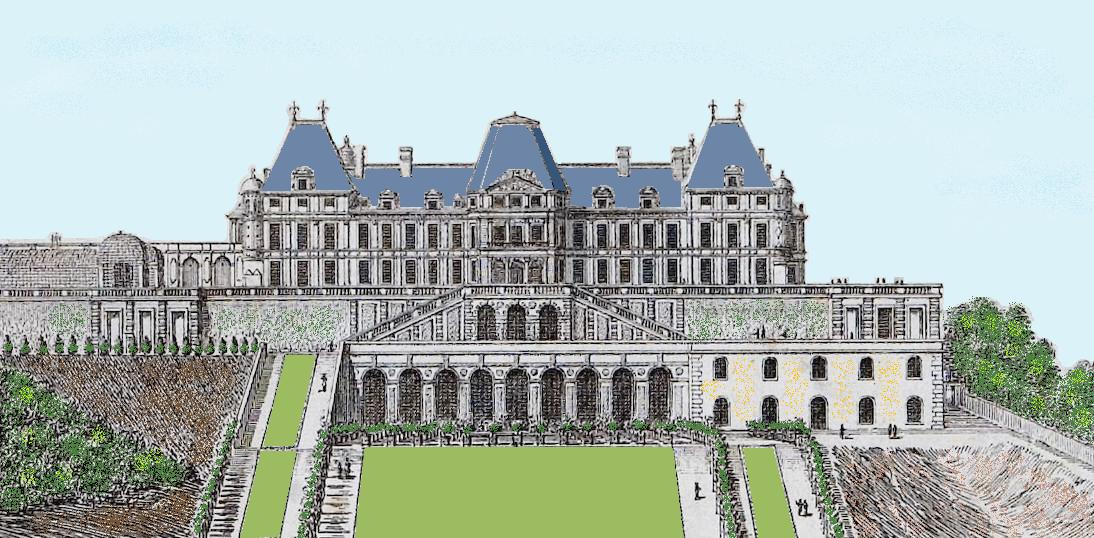
Reconstitution du château-vieux de Meudon.

- L'église Saint-Martin de Meudon

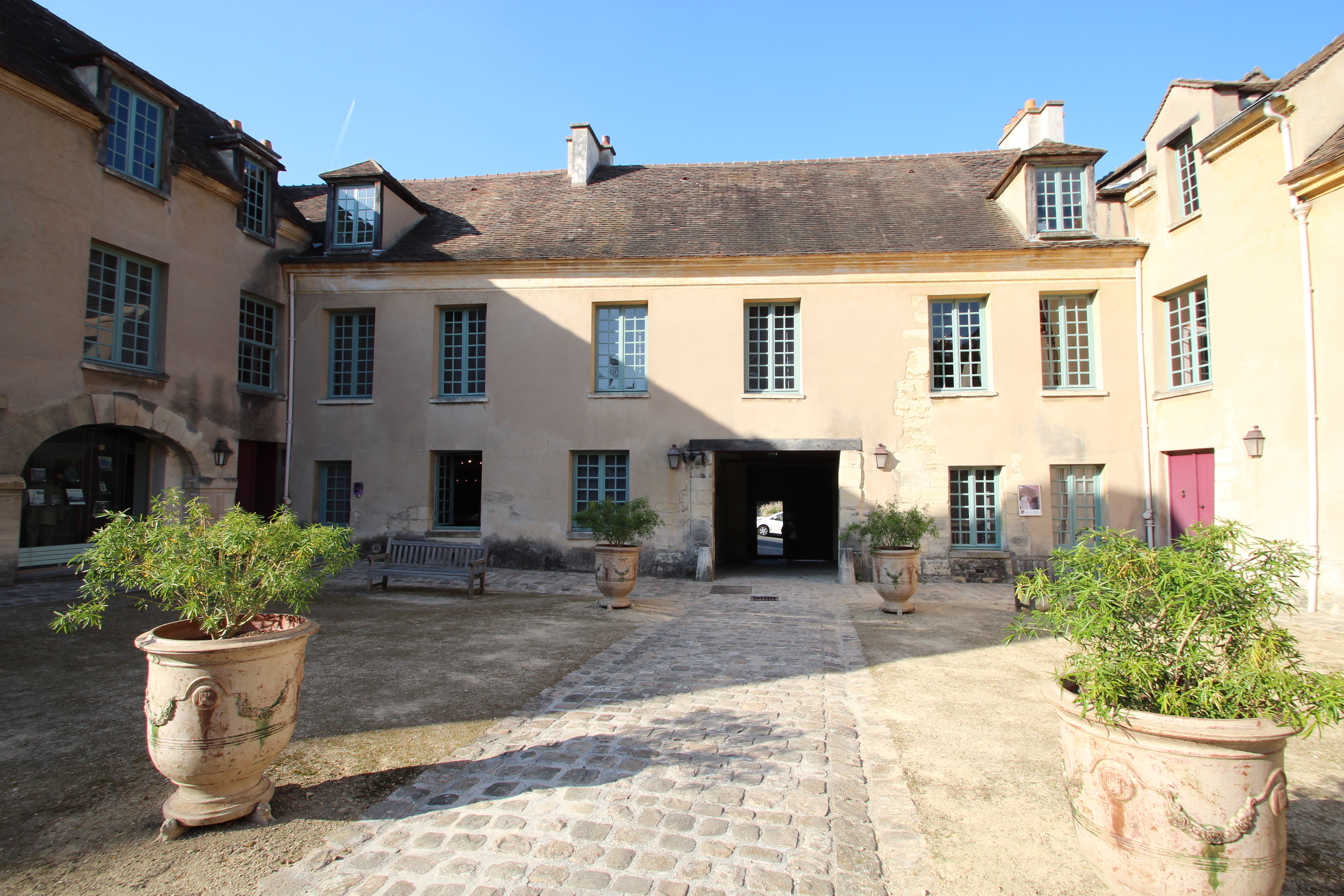
Musée d'art et d'histoire de Meudon - Maison d'Armande Béjart.

- Le musée d'art et d'histoire de Meudon est installé dans l'ancienne maison d'Armande Béjart, comédienne et veuve de Molière. Les premières traces de ce bâtiment datent du XVe siècle. Elle a notamment été occupée au XVIe siècle par Ambroise Paré. Le musée abrite une collection consacrée à l'histoire de Meudon, une collection de peintures de paysages ainsi qu'une collection de sculptures et peinture de la Nouvelle École de Paris. Le parc attenant abrite des sculptures ornementales du XIXe siècle et des sculptures monumentales des années 1950-1970.

#### XVIesiècle
- Le couvent des Capucins de Meudon a été le premier couvent des capucins en France, construit dans la deuxième moitié du XVIe siècle. Il a aujourd'hui disparu.
- L'hôtel des Montalais se situe au 23, route des Gardes.
- La grotte du château de Meudon

#### XVIIesiècle
- Les fastueux aménagements du château de Meudon
- Le potager du Dauphin, ancien potager du domaine royal du château de Meudon, a été profondément modifié. Il se situe en contrebas de l'avenue du château.
- La route historique du pavé des Gardes, qui relie Paris à Versailles, traverse Meudon-sur-Seine et Meudon Bellevue.

#### XVIIIesiècle
- La Folie Huvé, maison de campagne de l'architecte Jean-Jacques Huvé (1742-1808), endommagée et masquée par des immeubles, se situe route de Vaugirard au bas-Meudon.
- Le château de Bellevue, construit par Louis XV pour Madame de Pompadour a été démoli. Il n'en reste que de rares traces.
- Du château du Val-sous-Meudon, construit en 1776 pour l'orfèvre Robert-Joseph Auguste et acquis en 1816 par Charlotte de Rohan-Rochefort ne subsistent qu'un pilier du portail du domaine et un pan du mur de clôture (40, rue de la Belgique) ainsi qu'une ancienne maison de jardinier et la chapelle, transformée en pavillon d'habitation (36 et 38, avenue du Maréchal-Joffre)[100].
- La Folie Biancourt[101] a été édifiée dans le style Louis XVI pour Charles Biancourt en 1780 dans le quartier du Val. Elle est visible du RER et du viaduc. Longtemps propriété de la ville, la Folie a été vendue à un promoteur qui l'a transformée en appartements, livrés en 2022.

#### XIXesiècle

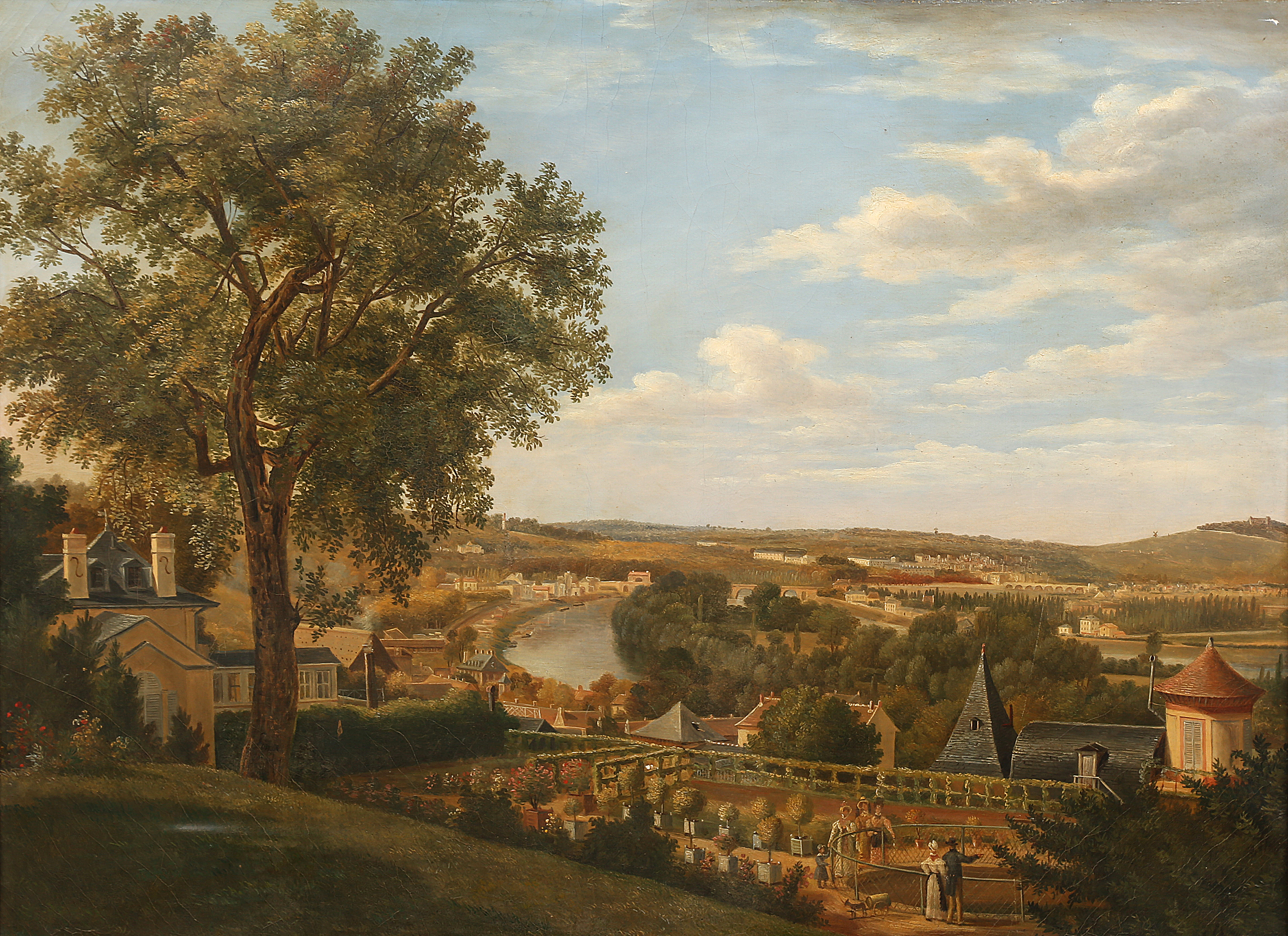
Lina Jaunez, Vue prise aux Montalais au 23, route des gardes à Meudon (Maison d'Eugène Scribe) (Salon de 1834). Œuvre non localisée.

- La villa Charles Schacher située 11 bis rue des Capucins. Une demande d'inscription aux monuments historiques est en cours d'instruction. Le jardin de la villa a été vendu à un promoteur pour lotir le terrain.

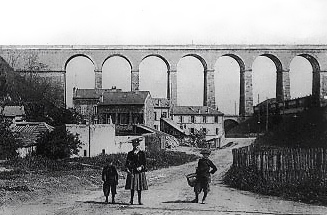
Le viaduc de Meudon entre la fin du XIXe siècle et le début du XXe siècle.

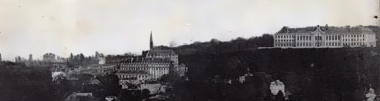
L'orphelinat de Meudon à la fin XIXe siècle ou début XXe siècle.

- Le viaduc de Meudon ou pont Hélène, construit lors de la construction de la voie de chemin de fer, reliant la gare Montparnasse à la gare de Versailles.
- L'église Notre-Dame-de-l'Assomption se situe à Bellevue.
- Le Cèdre Impérial situé 11 rue de la République (anciennement rue Napoléon) a été planté vers 1800 grâce à la passion pour les cèdres de Joséphine de Beauharnais. L'arbre a fasciné Eugénie de Montijo[102]. En mars 2021, son abattage est programmé puis abandonné.
- Le hangar Y est un vestige toujours visible de la contribution de Meudon au développement de l'aéronautique, par la création dès 1877 de l'Établissement central de l'aérostation militaire au parc de Chalais. Ce fut le premier laboratoire d'essais et de recherche aéronautiques au monde. Le hangar Y, construit avec les charpentes d'un pavillon de l'Exposition universelle de Paris de 1878, fut le premier hangar à dirigeables au monde. Il comporte une soufflerie[103] inaugurée en 1934. Le site est ensuite occupé par l'Office national d'études et de recherches aérospatiales (ONERA) puis, depuis 2018, par une entreprise d'évènementiel dans le cadre d'un bail emphytéotique administrative conclu avec l'État pour une durée de 35 ans.
- L'observatoire de Meudon, une branche de l'observatoire de Paris fondée en 1877 sur les ruines du Château-Neuf.
- L'orphelinat Saint-Philippe, (fondation des apprentis d'Auteuil) se trouve dans les hauts de Val-Fleury.
- Le funiculaire de Bellevue a aujourd'hui complètement disparu. Des projets de reconstruction sont régulièrement évoqués.
- La maison de Gabriel Thomas aujourd'hui démolie, se situait 2 rue des Capucins.
- Le château des Montalais aujourd'hui démoli se situait sur le domaine des Montalais.
- Le château des Montalets, construit au-dessus des carrières des Montalets, se situe boulevard Anatole-France et surplombe le parc des Montalets.
- les carrières de Meudon représentent des kilomètres de galeries. Leur accès est désormais interdit. On peut notamment citer les carrières des Montalets et les carrières des Brillants mesurant près de huit kilomètres (en cours de comblement par la ville de Meudon).
- La chapelle Marbeau, construite en 1857[104], elle accueille depuis 2005 la paroisse orthodoxe Saint-Jean-le-Théologien ;

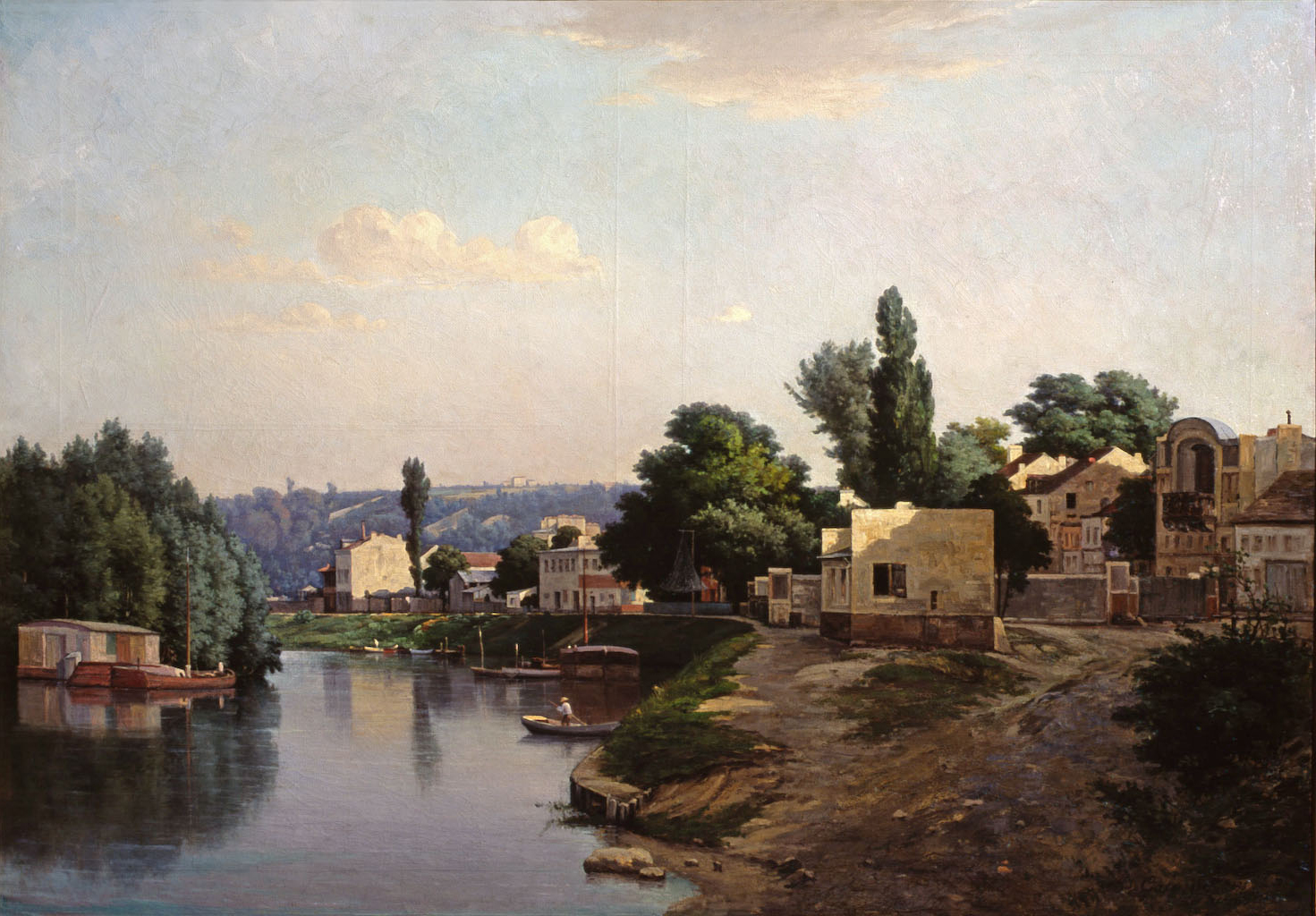
La Seine au Bas-Meudon, tableau de Prosper Galerne, 1878, collections du musée d'Art et d'Histoire de Meudon.

#### XXesiècle
- La tombe de Rodin ainsi que sa maison la villa des Brillants, sont devenus un musée comportant de nombreuses œuvres de l'artiste.
- Le cimetière des Longs Réages et le cimetière de Trivaux (ouvert en 1922) abritent plusieurs tombes de personnalités[105].
- Le Musée de l'air a été localisé sur le site aéronautique de 1921 à 1981, jusqu'à ce qu'il se soit déplacé à l'aéroport du Bourget.
- La maison Marcel Dupré se situe au 40 boulevard Anatole-France. Dans la maison se trouve une petite salle de concert de l'organiste et compositeur. Cette salle abrite l’orgue Cavaillé-Coll/Mutin de Dupré, classé monument historique en 1991.
- Le lotissement MRU de maisons industrialisées par l'architecte Jean Prouvé se situe en haut de la route des Gardes.
- La tour hertzienne de Meudon se situe dans la forêt de Meudon.
- La tour solaire de Meudon se situe près du château et a été construite par l'Observatoire de Paris.
- La maison-atelier de Theo van Doesburg qui sert toujours de résidence d'artiste.

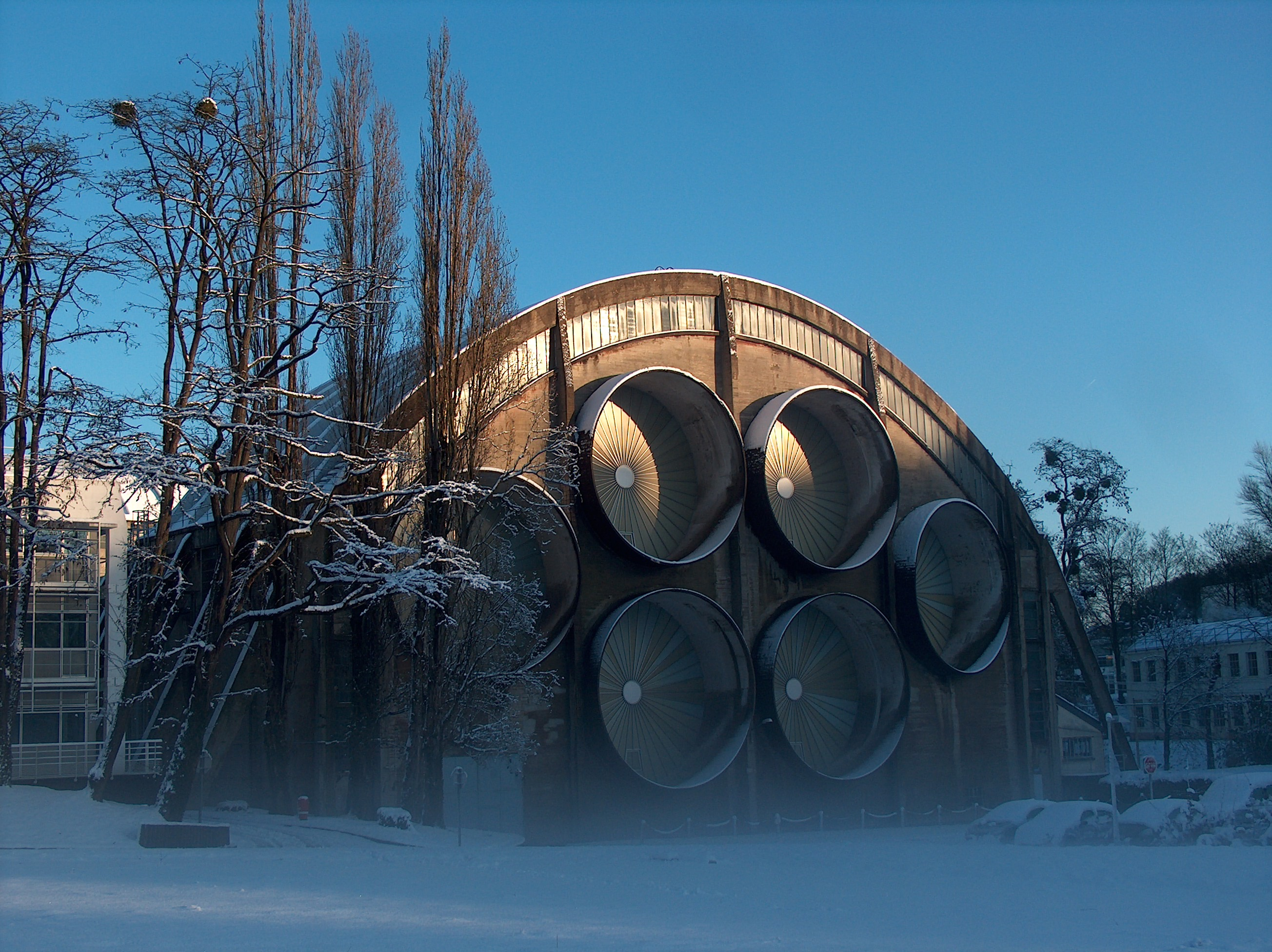
Soufflerie S1 de l'ONERA.

- La maison Bloc qui se situe au 6, rue des Capucins.
- Meudon Campus, un programme immobilier de grande envergure sur les berges de Seine, en face de l'Île Seguin.
- Les 2 635 logements à caractère social de la résidence Le Parc à Meudon-la-Forêt, dont les bâtiments de 5 et 10 étages construits par Fernand Pouillon, ont été classés patrimoine culturel en 2009.
- Le Monument au général de Gaulle réalisé par Albert de Jaeger (1908-1992).

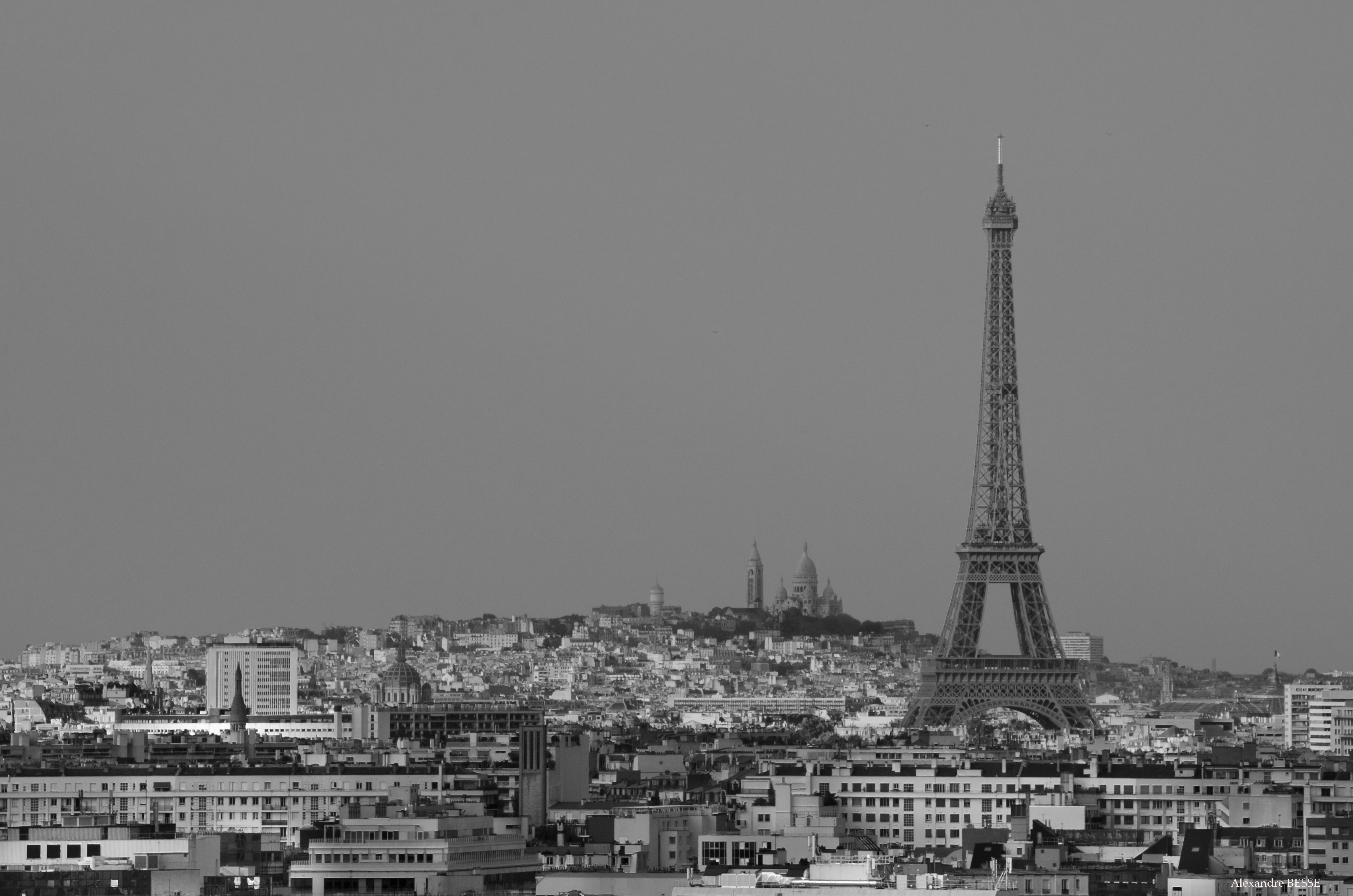
Paris vue de Meudon.

- La soufflerie de Chalais-Meudon a été construite entre 1932 et 1934 dans le Centre aéronautique de Meudon. Elle est inaugurée en 1935. Au moment de son inauguration, il n'y avait que deux autres souffleries aussi grandes, aux États-Unis et en URSS[106],[107],[108]. Elle avait pour but de faire des essais d'avions en vraie grandeur soumis à des vents de 180 km/h. La soufflerie a été conçue par l'ingénieur en chef de l'aéronautique Antonin Lapresle et la construction a été réalisée par Gaston Le Marec. Avant la Seconde Guerre mondiale, elle fut une des plus grandes du monde. Ayant repris du service après 1945, elle devient cependant obsolète dans les années 1970. Elle a été classée au titre des monuments historiques en 2000[109].
- La Fonderie Clementi au 7 ter, rue du Docteur-Arnaudet, fonderie d'art fondée en 1959 sous le nom de Fonderie Barjac et reprise par Terrudi Clementi, a disparu en 2015.
- La forêt de Meudon abrite le Standard Athletic Club « temple » du cricket en France.

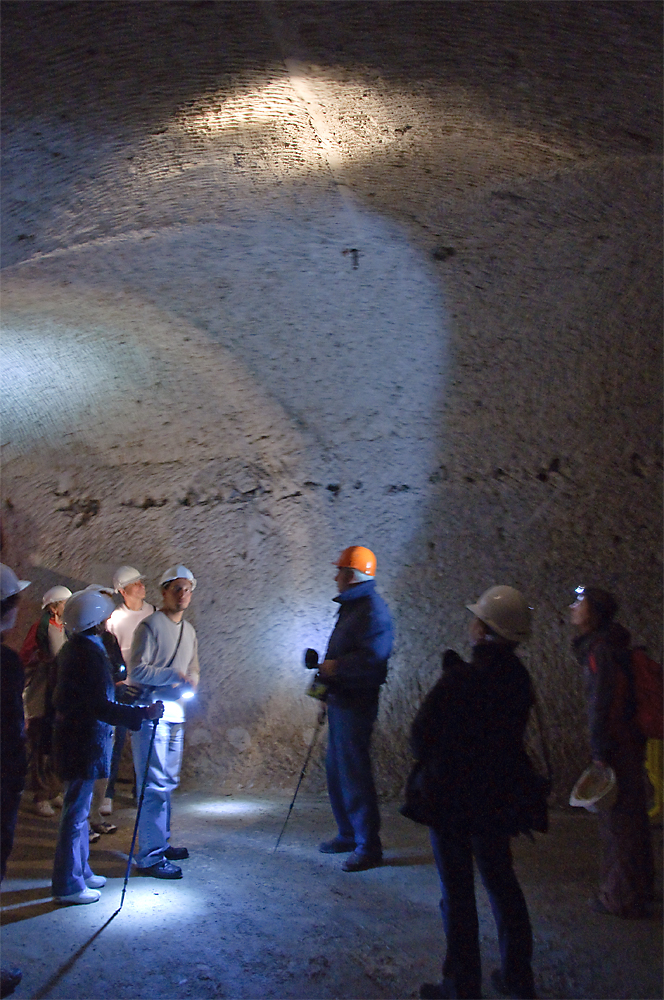
Visite des carrières de craie de Meudon lors des Journées européennes du patrimoine 2010.

### Meudon et la chanson
- Michel Sardou cite la ville de Meudon dans sa chanson La Java de Broadway.
- Georges Brassens cite le bois de Meudon dans la chanson Au bois de mon cœur.
- Thomas Fersen cite également le bois de Meudon dans sa chanson Monsieur.
- Booba évoque Meudon, ville de son enfance, dans son titre Ma définition.

### Meudon et le cinéma
Bernard et Nathalie Morin habitent à Meudon dans Les bronzés font du ski[réf. nécessaire].
Catherine et Liliane habitent aussi Meudon.
Le matériel informatique « Transmetel » utilisé dans OSS 117 : Alerte rouge en Afrique noire est originaire de Meudon[réf. nécessaire].
Plusieurs films ont été tournés à Meudon :
- 1962 : Procès de Jeanne d'Arc, film réalisé par Robert Bresson, au château de Meudon
- 1966 : Qui êtes-vous, Polly Maggoo ?, film réalisé par William Klein dans la sculpture-habitacle d'André Bloc à Meudon
- 1973 : Le Grand Bazar, film réalisé par Claude Zidi. Le film a été tourné à Meudon-la-Forêt pour la cité. Le bistrot-épicerie d'Émile est situé à Clamart, 135 route du Pavé-Blanc, en haut du Tapis Vert de la Forêt de Meudon.
- 2001 : Sur mes lèvres, film réalisé par Jacques Audiard, à Meudon-la-forêt, boîte de nuit Régi'Skaïa, 4 square Sébastien-Terramorsi
- 2004 : Un long dimanche de fiançailles, film réalisé par Jean-Pierre Jeunet, au hangar Y, à proximité de l'étang de Chalais

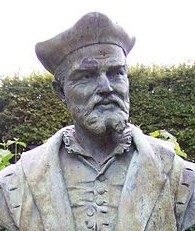
Buste de François Rabelais, curé de Meudon.

- 2017 : Cherchez la femme

### Héraldique
Les armes de Meudon sont issues de la famille de Meudon qui avaient le même blason non pas avec des girons de douze mais de six pièces.
| Armes de Meudon | Elles peuvent se blasonner ainsi : « Gironné d'or et de gueules de douze pièces, au lambel d'argent. » |

## Honneur
L'astéroïde (35137) Meudon est nommé en son honneur.

## Pour approfondir